# Coutances
Cet article possède un paronyme, voir Courances.
Pour les articles homonymes, voir Coutances (homonymie).
Coutances est une commune française, située dans le département de la Manche en Normandie, peuplée de 8 372 habitants. Elle est notamment connue pour sa cathédrale, son festival Jazz sous les pommiers. Coutances est sous-préfecture, le siège de la Cour d'assises de la Manche et celui de l'évêché de Coutances et Avranches.

## Géographie

### Localisation
Coutances est située à l'ouest du Cotentin, à 12 km de la côte ouest. Le centre de la ville est situé sur un promontoire rocheux dont la cathédrale constitue le point culminant. En contrebas coule la Soulles, affluent du fleuve côtier la Sienne. La topographie de la ville lui a parfois valu le surnom de « Tolède du Cotentin ». L'agglomération est à 28 km à l'ouest de Saint-Lô, à 76 km au sud de Cherbourg-en-Cotentin, à 88 km à l'ouest de Caen et à 127 km au nord de Rennes.
| Gratot                           | Monthuchon                | Monthuchon, Cambernon             |
| Gratot, Bricqueville-la-Blouette | Coutances                 | Courcy, Saint-Pierre-de-Coutances |
| Bricqueville-la-Blouette         | Saint-Pierre-de-Coutances | Nicorps                           |

### Hydrographie
La commune est située dans le bassin Seine-Normandie. Elle est drainée par la Soulles, le Prepont, le ruisseau du Maudouit, le cours d'eau 01 de Coutances, le fossé 01 de l'Écoulanderie, le fossé 02 de Coutances et le fossé 03 de Coutances,,.
La Soulles, d'une longueur de 52 km, prend sa source dans la commune de Percy-en-Normandie et se jette dans la Sienne à Heugueville-sur-Sienne, après avoir traversé 19 communes. Les caractéristiques hydrologiques de la Soulles sont données par la station hydrologique située sur la commune de Saint-Pierre-de-Coutances. Le débit moyen mensuel est de 2,5 m3/s. Le débit moyen journalier maximum est de 39,4 m3/s, atteint lors de la crue du 26 janvier 1995. Le débit instantané maximal est quant à lui de 41,7 m3/s, atteint le même jour.

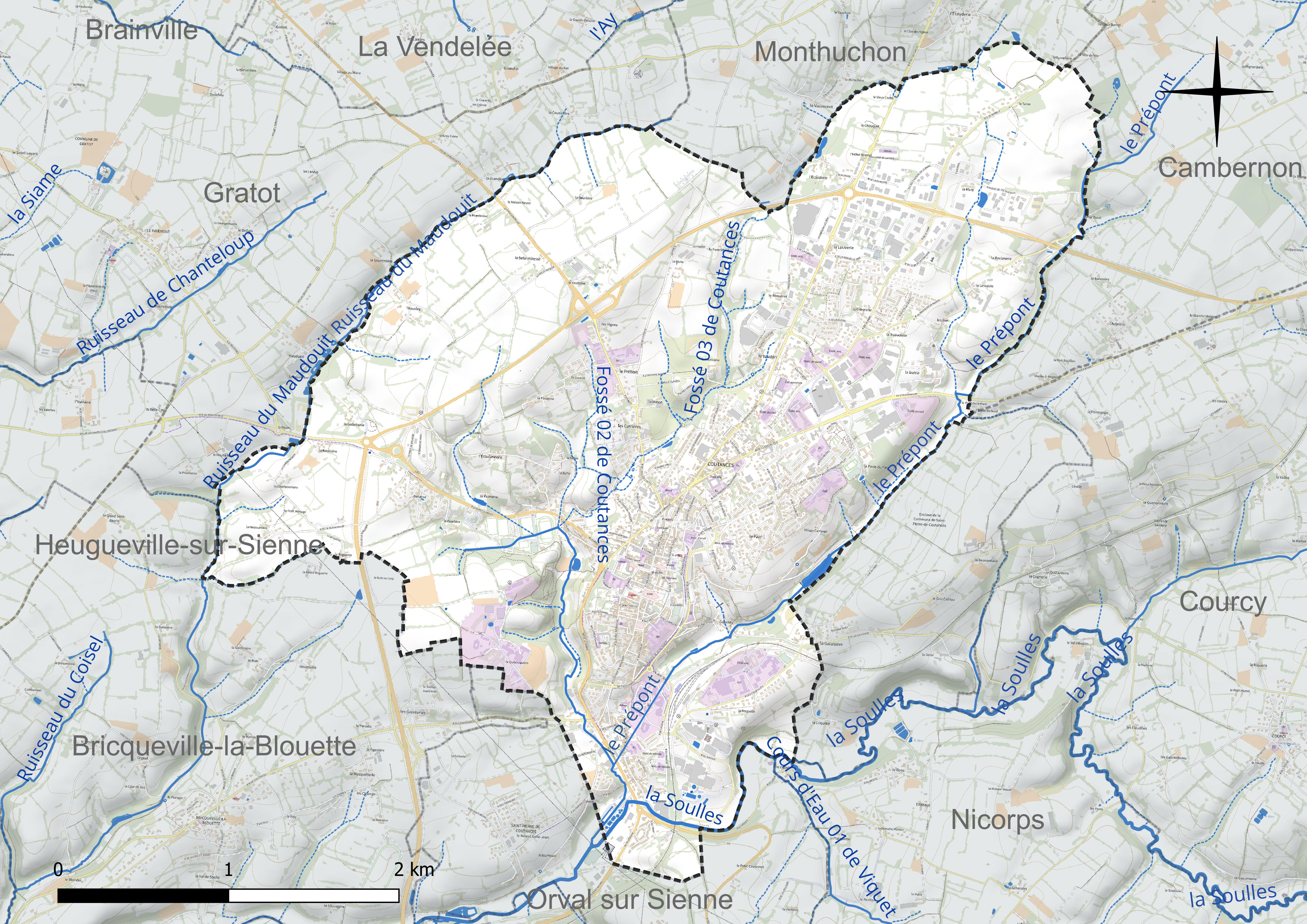
Réseau hydrographique de Coutances.

### Climat
Pour des articles plus généraux, voir Climat de la Normandie et Climat de la Manche.
En 2010, le climat de la commune est de type climat océanique franc, selon une étude du CNRS s'appuyant sur une série de données couvrant la période 1971-2000. En 2020, Météo-France publie une typologie des climats de la France métropolitaine dans laquelle la commune est exposée à un climat océanique et est dans la région climatique Normandie (Cotentin, Orne), caractérisée par une pluviométrie relativement élevée (850 mm/a) et un été frais (15,5 °C) et venté. Parallèlement le GIEC normand, un groupe régional d’experts sur le climat, différencie quant à lui, dans une étude de 2020, trois grands types de climats pour la région Normandie, nuancés à une échelle plus fine par les facteurs géographiques locaux. La commune est, selon ce zonage, exposée à un « climat maritime », correspondant au Cotentin et à l'ouest du département de la Manche, frais, humide et pluvieux, où les contrastes pluviométrique et thermique sont parfois très prononcés en quelques kilomètres quand le relief est marqué.
Pour la période 1971-2000, la température annuelle moyenne est de 10,9 °C, avec une amplitude thermique annuelle de 11,7 °C. Le cumul annuel moyen de précipitations est de 1 000 mm, avec 14,6 jours de précipitations en janvier et 9,2 jours en juillet. Pour la période 1991-2020, la température moyenne annuelle observée sur la station météorologique installée sur la commune est de 11,7 °C et le cumul annuel moyen de précipitations est de 1 092,8 mm,. Pour l'avenir, les paramètres climatiques de la commune estimés pour 2050 selon différents scénarios d’émission de gaz à effet de serre sont consultables sur un site dédié publié par Météo-France en novembre 2022.
| Mois                                  | jan.             | fév.           | mars            | avril         | mai           | juin           | jui.           | août           | sep.           | oct.            | nov.          | déc.            | année      |
| ------------------------------------- | ---------------- | -------------- | --------------- | ------------- | ------------- | -------------- | -------------- | -------------- | -------------- | --------------- | ------------- | --------------- | ---------- |
| Température minimale moyenne (°C)     | 3,2              | 3              | 4,4             | 5,9           | 8,8           | 11,6           | 13,4           | 13,4           | 11,3           | 9,1             | 6             | 3,6             | 7,8        |
| Température moyenne (°C)              | 6                | 6,3            | 8,2             | 10,3          | 13,3          | 16,1           | 17,9           | 17,9           | 15,8           | 12,7            | 9,2           | 6,5             | 11,7       |
| Température maximale moyenne (°C)     | 8,8              | 9,6            | 12              | 14,7          | 17,8          | 20,6           | 22,5           | 22,5           | 20,3           | 16,4            | 12,3          | 9,4             | 15,6       |
| Record de froid (°C) date du record   | −14,4 17.01.1985 | −13 10.02.1986 | −5,4 15.03.1987 | −2,5 11.04.06 | −1,1 06.05.19 | 2,7 17.06.1985 | 4,6 05.07.1984 | 3,9 31.08.1986 | 0,5 21.09.1986 | −2,8 30.10.1997 | −5,5 30.11.10 | −7,1 11.12.1991 | −14,4 1985 |
| Record de chaleur (°C) date du record | 15,5 15.01.1975  | 21,5 27.02.19  | 24,6 30.03.21   | 26,9 19.04.18 | 30,5 27.05.05 | 34,4 29.06.19  | 39,5 18.07.22  | 38,9 05.08.03  | 33 14.09.20    | 28,6 02.10.23   | 21,9 01.11.15 | 16,6 06.12.1979 | 39,5 2022  |
| Précipitations (mm)                   | 109,6            | 86,5           | 75,6            | 71,7          | 68,9          | 64,5           | 67,3           | 79,6           | 82,4           | 120             | 122,3         | 144,4           | 1 092,8    |

## Urbanisme

### Typologie
Au 1er janvier 2024, Coutances est catégorisée petite ville, selon la nouvelle grille communale de densité à sept niveaux définie par l'Insee en 2022.
Elle appartient à l'unité urbaine de Coutances, une agglomération intra-départementale regroupant deux communes, dont elle est ville-centre,,.
Par ailleurs la commune fait partie de l'aire d'attraction de Coutances, dont elle est la commune-centre,. Cette aire, qui regroupe 37 communes, est catégorisée dans les aires de moins de 50 000 habitants,.

### Occupation des sols
L'occupation des sols de la commune, telle qu'elle ressort de la base de données européenne d’occupation biophysique des sols Corine Land Cover (CLC), est marquée par l'importance des territoires agricoles (58,2 % en 2018), en diminution par rapport à 1990 (69 %).
La répartition détaillée en 2018 est la suivante : prairies (44 %), zones urbanisées (22 %), zones industrielles ou commerciales et réseaux de communication (19,8 %), terres arables (12,2 %), zones agricoles hétérogènes (1,9 %), forêts (0,1 %).

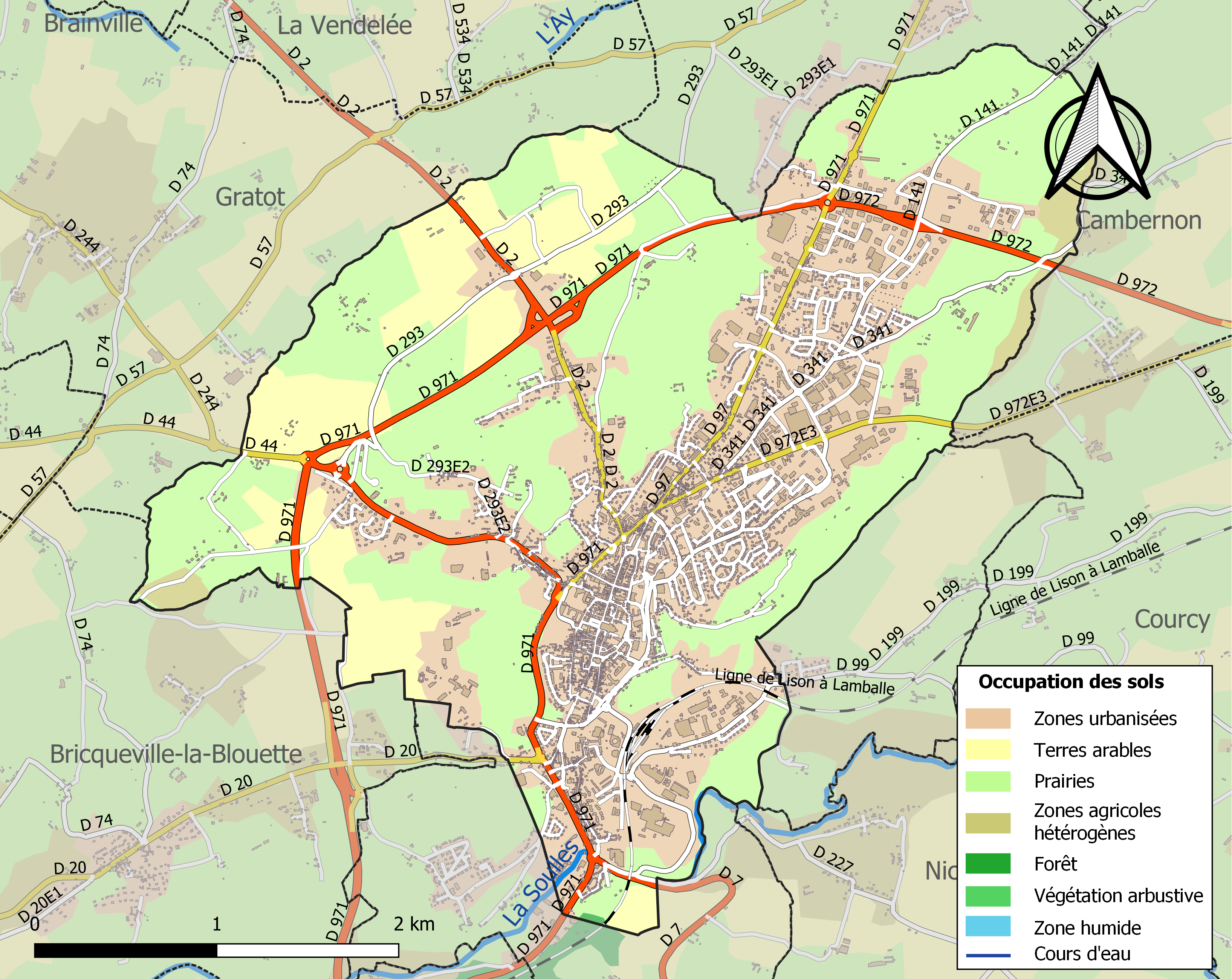
Carte des infrastructures et de l'occupation des sols de la commune en 2018 (CLC).

L'évolution de l’occupation des sols de la commune et de ses infrastructures peut être observée sur les différentes représentations cartographiques du territoire : la carte de Cassini (XVIIIe siècle), la carte d'état-major (1820-1866) et les cartes ou photos aériennes de l'IGN pour la période actuelle (1950 à aujourd'hui).

### Transports

Le titre de transport de Normandie.

Le transport urbain Cosibus est entré en service le 3 septembre 2018. Le bus traverse la ville du nord au sud, et vice-versa, passant notamment par la gare SNCF, le lycée Lebrun, l'hôpital, la place Wood et la Louverie.
Depuis le 4 septembre 2023, la ligne 1 est prolongée à certaines heures vers Monthuchon. Une seconde ligne est mise en service reliant la ZA Délasse à Saint-Pierre-de-Coutances et, aux heures de pointe, Bricqueville-la-Blouette.
Le prix d'un voyage est de 0,50 € et un abonnement mensuel coûte 5 €, rechargeable sur la carte de transport régional Atoumod. L'organisation du service est assuré par Normandie Voyages, filiale de Transdev.

## Toponymie
Le nom de la ville est attesté sous les formes Cosedia au IVe siècle. Le nom de Cosedia est sous la forme plurielle (plutôt qu'un locatif), Cosediæ sur l'Itinéraire d'Antonin, mais Cosedia sur la Table de Peutinger. Il représente le nom primitif de Coutances, et fut remplacé par ce dernier au IXe siècle.
Le nom de la ville est aussi attesté sous la forme Constantia dans la Registre des Dignitaires et le Res gestae d'Ammien Marcellin.
Selon Orderic Vital : Hic [Flavius Constantius Chlorus] in Neustriam civitatem condidit quam a nomine suo Constantiam nominavit, c'est-à-dire qu'il établit clairement un lien entre Constance Chlore et le nom de la cité.
Ceci est contesté par René Lepelley pour qui le toponyme gaulois Cosedia a subi l'influence du latin *consedia, déverbal de considere « être assis », le n précédant un s n'étant plus prononcé en bas latin, une réaction savante l'aurait rétabli. Le changement de *consedia en Constantia — de constare « demeurer », « être debout » — correspondrait à une volonté de rendre plus dynamique le nom de la ville, soit « la cité inébranlable ». Le nom des empereurs romains — selon lui, Constance II et Constantin II — n'aurait qu'influencé ce changement du IVe siècle. La cité donnera son nom au Cotentin.
Homonymie avec Constance (Allemagne), Constanza (Roumanie) et Cottance (Loire, Constantia 971), Constância au Portugal.
Le gentilé est Coutançais.

## Histoire

### Antiquité
Des fouilles réalisées au lieu-dit Le Petit Vaudôme ont mis au jour une occupation gauloise.
Chef-lieu du peuple celte des Unelles, la ville de Cosedia prend au IIIe siècle le nom de Constantia sous le règne de l'empereur Constance Chlore auquel on attribue les premières fortifications, en 296, dans le cadre du Litus Saxonicum. En tant que tétrarque entre 292 et 306., Constance Chlore a été chargé du gouvernement des Gaules. La ville, siège du diocèse de Coutances, était également le siège de la légion Prima Flavia Gallicana Constantia (première légion flavienne). Le nom de la région de Constantia, ou pagus Constantinus, a évolué en Cotentin.
À l'époque gallo-romaine, elle est habitée et traversée par une voie romaine. Au Ier siècle, la ville s'étendait probablement sur plus de 46 hectares, puis son emprise territoriale s'est rétractée progressivement. Au IVe siècle, Constantia devient le siège d'un préfet militaire relevant du Tractus Armoricanus et Nervicanus.

### Moyen Âge

#### Haut Moyen Âge
C'est un site fortifié de hauteur, d'origine probablement protohistorique, qui a été logiquement choisi, a l'époque franque, comme implantation du siège épiscopale de Coutances,.
Son premier évêque fut saint Éreptiole au Ve siècle (vers 430-473), qui construisit une église, en bois, sur le lieu d'un temple gallo-romain.
Le « comté de Coutances » (pagus constantiensis) avec tous ses revenus est donné en 867 aux Bretons à la suite du traité de Compiègne. En 886, la ville est détruite par les Vikings. En 889, lors d'une nouvelle incursion viking, la ville est à nouveau pillée, et avant que ceux-ci n'avancent sur Saint-Lô, vers 890, ils massacrent ses habitants et l'évêque de Coutances, Lista. Le siège épiscopal est alors transféré à Saint-Lô, puis à Rouen, où les évêques s'installent dans l'église Saint-Sauveur et où ils resteront jusque dans le premier quart du XIe siècle. Vers 935, le comté de Coutances fut donné à un chef viking nommé Harald accompagné, selon Guillaume de Jumièges, de 60 navires armés.

#### Moyen Âge central
En 1002, le duc de Normandie Richard II, après avoir aidé le roi des Francs Robert II le Pieux à conquérir la Bretagne, repousse près de Coutances le roi anglo-saxon Æthelred le Malavisé et sollicite l'aide de Scandinaves pour lutter contre le comte de Chartres, Eudes II de Blois. Vers 1026, la cité est donnée en douaire par le duc Richard III en 1026 à sa fiancée la duchesse Adèle de France comme le précise le dotalitium (acte de la dot). C'est à partir du XIe siècle et l'arrivée de l'évêque Geoffroy de Montbray (1093), compagnon de Guillaume le Conquérant, que « renaît » la ville, avec une nouvelle cathédrale romane et des fondations de communautés religieuses.
La ville n'est entourée d'une enceinte qu'après Guillaume le Conquérant, bien qu'elle dût être fortifiée dans la première période (IIIe siècle).
Il s'y est tenu, pendant plusieurs siècles, une « foire de la Saint-Michel », dont l'origine remonte au XIIIe siècle, drainant des marchands vers la commune.
En 1204, le duché de Normandie est annexé par le roi de France et la cathédrale romane est « habillée » en style gothique normand, sous l'impulsion d'Hugues de Morville (1160-1238) évêque de 1208 à 1238, fondateur également de l'hôtel-Dieu. De nombreuses traces romanes sont en effet dévoilées lors de la visite guidée complète de la cathédrale. Saint Louis y séjourne en 1256 et 1269.

#### Moyen Âge tardif
La ville eut à souffrir des ravages de la guerre de Cent Ans. En 1355, à la suite du traité de Valognes entre Charles le Mauvais et le roi de France Jean le Bon, qui fait suite et confirme celui de Mantes, le Navarrais conserve le clos du Cotentin avec la ville de Cherbourg, les vicomtés de Carentan, Coutances et Valognes.

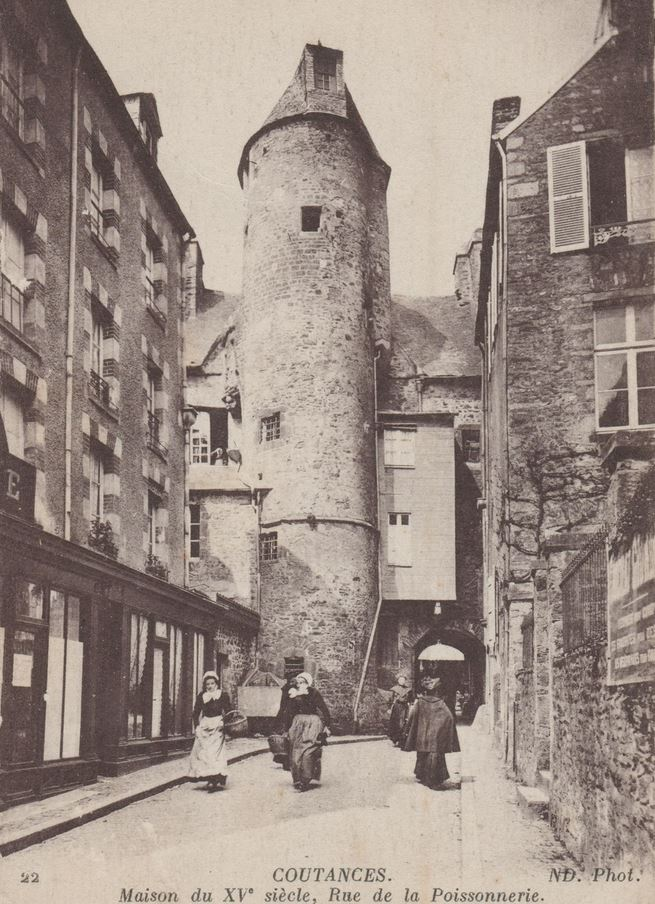
Maison du XVe siècle, rue de la Poissonnerie (carte postale du début du XXe siècle).

Après le siège et la prise de Caen en août 1417 par le roi d'Angleterre Henri V, la ville ouvre ses portes aux Anglais. Elle a alors pour capitaine Nicole Painel. Les Anglais la conserveront jusqu'en 1449, date à laquelle, le connétable de Richemont avec l'armée royale de Charles VII prend la ville au bout de trois jours. Ses murailles sont abattues en 1465, en représailles, sur ordre de Louis XI, à cause de l'alliance de la ville avec le duc de Bretagne, lors de la guerre du Bien public.

### Temps modernes
Dès la Renaissance, l'industrie du livre fait prospérer la ville. Au XVIe siècle, alors que la culture du lin est courante dans la région, il se développe à Coutances un important marché textile. Par la suite, plusieurs commerçants et toiliers protestant délaissèrent le marché de Coutances au profit de celui du seigneur de Cerisy qui avait installé sur ses terres un Temple.
En 1487, le roi Charles VIII passe à Coutances. En 1499, Jean Hélye, prêtre et chapelain de la cathédrale, fonde le collège de Coutances, en donnant un manoir proche de l'actuelle rue Saint-Nicolas. En 1532, c'est François Ier qui passe à Coutances
Pendant les guerres de Religion, en 1562, la cathédrale est pillée par les Huguenots de François de Bricqueville de Colombières. Ils capturent l'évêque Arthur de Cossé-Brissac et l'obligèrent à parcourir la ville de Saint-Lô à l'envers sur un âne mitré, la queue de l'animal entre les mains.
Jusqu'en 1569, l'évêque de Coutances exerçait une juridiction sur les îles Anglo-Normandes.
En 1572 puis en 1625, la peste frappe à nouveau Coutances ainsi que tout le Cotentin.
À la fin du XVIe siècle, Jean de Costentin, écuyer, conseiller du roi, est vicomte et capitaine de Coutances dans l'aveu du 14 août 1595.
En 1639, la ville est troublée par la révolte des Nu-pieds qui s'opposaient à l'extension de la gabelle.
À la fin du XVIIe ou au début du XVIIIe siècle la ville a pour gouverneur Charles Michel (1678-1712), également seigneur de Camprond, Cambernon, et autres lieux. Louis XIV avait engagé le domaine et vicomté de Coutances au comte de Toulouse, Louis-Alexandre de Bourbon,.
Au début du XVIIIe siècle, le baron Louis-Marie Duhamel, maire de la ville et passionné d'urbanisme, fait percer les boulevards qui désengorgent le centre-ville et créent d'agréables promenades plantées.

### Révolution française et Empire
En 1789, la ville devient pour quelques années la préfecture de la Manche avant de laisser sa place à Saint-Lô. C'est à Coutances que se tient, cette même année 1789, l'assemblée préliminaire du tiers état afin de désigner le représentant du bailliage de Coutances aux états généraux de 1789 ainsi que l'assemblée des trois ordres du bailliage de Cotentin.

### Époque contemporaine
En 1853, est inauguré le premier lycée d'État.
Durant la Grande Guerre, Coutances accueille un grand nombre de blessés de guerre, jusqu'à 1 600 pour une population s'élevant alors à 6 500 habitants. C'est également une ville de garnison, notamment pour des militaires belges. Lors du conflit, 226 coutançais y laissent leur vie.
L'affaire criminelle Émile Jégaden se déroule à Coutances et y est jugée par la cour d'assises de la Manche le 13 juin 1938.

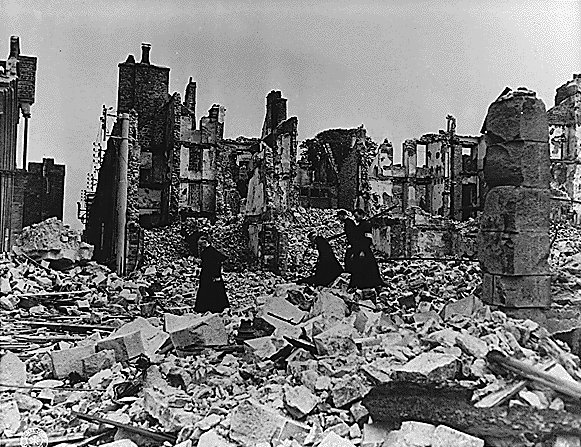
Coutances en ruines en 1944.

La ville est occupée par les Allemands de 1940 à 1944. En juin 1944, elle est détruite par plusieurs bombardements qui font plus de 300 morts, mais épargnent la cathédrale. La ville est libérée par les Américains le 28 juillet.
Un hold-up retentissant se déroula à la poste de Coutances en janvier 1946. L'affaire Marcel Marie et Roger Lemosquet fut jugée aux assises de la Manche.
Moins touchée que Saint-Lô, Coutances accueillera provisoirement la préfecture de la Manche pendant plusieurs années. L'architecte chargé de la reconstruction, Louis Arretche (qui s'occupe également de Saint-Malo) s'attachera à lui redonner son âme tout en la dotant des équipements modernes. Le général de Gaulle sera de passage, en 1944 et 1960.
En 1965, Coutances (7 806 habitants en 1962) absorbe Saint-Nicolas-de-Coutances (800 habitants),.

## Politique et administration

### Tendances politiques et résultats
En mars 2008, la liste du maire UMP sortant, Yves Lamy, est élue avec 51 % des voix au second tour contre 30 % pour la liste de l'union de la gauche menée par Christiane Durchon (Les Verts) et 19 % pour la liste centriste d'Étienne Savary (MoDem). La majorité dispose donc de vingt-trois sièges. quatre reviennent à la coalition de gauche et deux pour le MoDem.
Les résultats aux diverses élections dénotent une position traditionnellement à droite sur l'échiquier politique.
Présidentielle 2007 : Nicolas Sarkozy (UMP) arrive en tête avec plus de 30 % des voix. Ségolène Royal (PS) arrive en seconde position. La surprise arrive au second tour où la candidate socialiste arrive en tête avec 51 % des suffrages.
Législative 2007 : Alain Cousin (UMP), député sortant est réélu très largement à la députation avec plus de 60 % des suffrages. Il avait frôlé l'élection dès le 1er tour avec 49 % des votes face à son opposante, Danielle Jourdain-Menninger, qui ne récolte que 18 % à chaque tour et ne confirme pas la bonne percée faite par Ségolène Royal. On voit ici l'attachement coutançais à ses figures politiques et aux notables.
Européenne 2009 : la liste UMP récolte 26 % des suffrages devant la liste Europe écologie qui obtient 20 %. Les socialistes n'obtiennent que 16 %. Là encore, la tendance se confirme même si le bon score des écologistes reste une surprise à l'instar du national.

### Administration municipale
Le conseil municipal est composé de vingt-neuf membres dont le maire et sept adjoints.

### Liste des maires

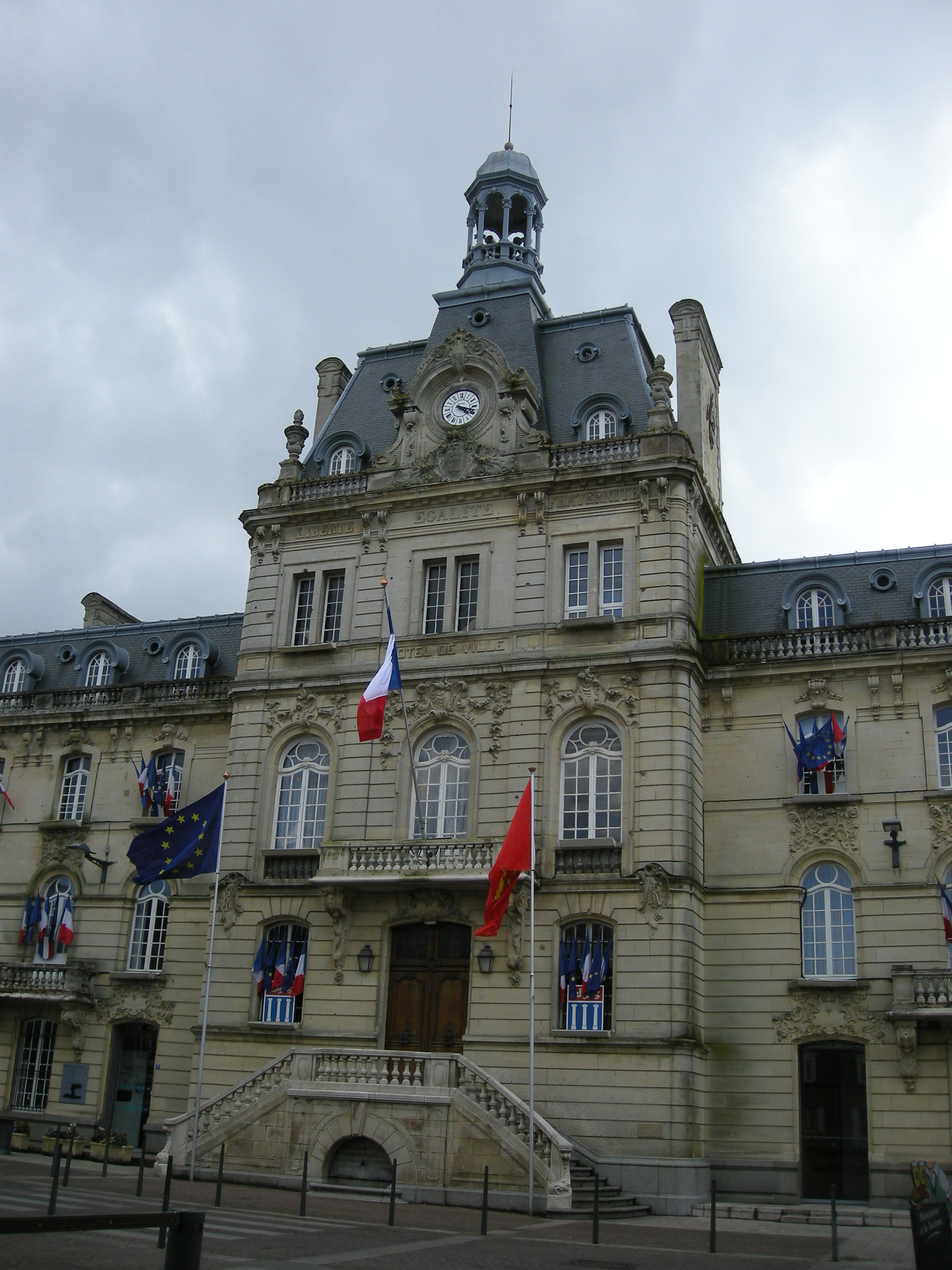
L'hôtel de ville.

### Jumelages

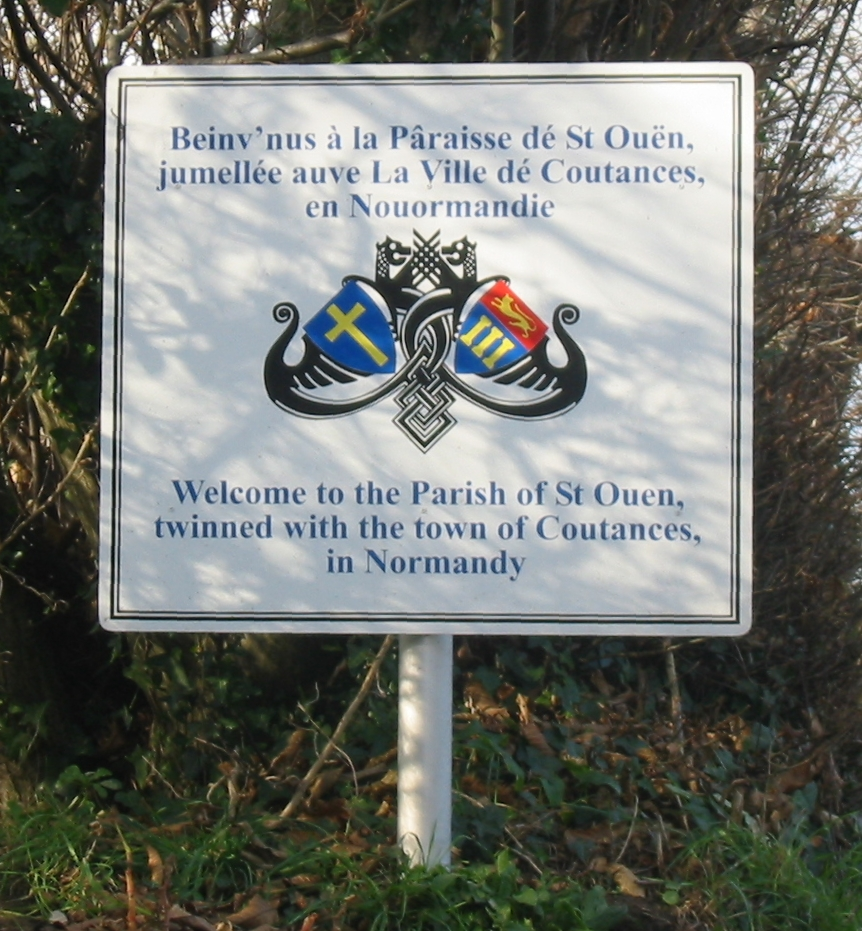
Panneau de jumelage à Saint-Ouën, Jersey.

Coutances est jumelée avec les villes suivantes :
- Ilkley (Royaume-Uni) ;
- Ochsenfurt (Allemagne) ;
- La Pocatière (Canada) ;
- Saint-Ouen (Jersey) ;
- Troina (Italie).

Ces jumelages prennent leur intérêt dans le cadre scolaire notamment, où des échanges sont organisés entre les établissements.

## Population et société

### Démographie
L'évolution du nombre d'habitants est connue à travers les recensements de la population effectués dans la commune depuis 1793. Pour les communes de moins de 10 000 habitants, une enquête de recensement portant sur toute la population est réalisée tous les cinq ans, les populations de référence des années intermédiaires étant quant à elles estimées par interpolation ou extrapolation. Pour la commune, le premier recensement exhaustif entrant dans le cadre du nouveau dispositif a été réalisé en 2004.
En 2022, la commune comptait 8 372 habitants, en évolution de −2,92 % par rapport à 2016 (Manche : −0,31 %, France hors Mayotte : +2,11 %).
Coutances a compté jusqu'à 9 930 habitants en 1982.
| 1793  | 1800  | 1806  | 1821  | 1831  | 1836  | 1841  | 1846  | 1851  |
| ----- | ----- | ----- | ----- | ----- | ----- | ----- | ----- | ----- |
| 7 922 | 8 507 | 7 874 | 9 015 | 8 957 | 7 663 | 7 920 | 8 258 | 8 064 |

| 1856  | 1861  | 1866  | 1872  | 1876  | 1881  | 1886  | 1891  | 1896  |
| ----- | ----- | ----- | ----- | ----- | ----- | ----- | ----- | ----- |
| 7 920 | 8 062 | 8 159 | 8 027 | 8 008 | 8 187 | 8 107 | 8 145 | 7 403 |

| 1901  | 1906  | 1911  | 1921  | 1926  | 1931  | 1936  | 1946  | 1954  |
| ----- | ----- | ----- | ----- | ----- | ----- | ----- | ----- | ----- |
| 6 991 | 6 824 | 6 599 | 6 248 | 6 401 | 6 502 | 6 465 | 5 479 | 8 216 |

| 1962  | 1968  | 1975  | 1982  | 1990  | 1999  | 2004  | 2006  | 2009  |
| ----- | ----- | ----- | ----- | ----- | ----- | ----- | ----- | ----- |
| 7 806 | 9 061 | 9 869 | 9 930 | 9 715 | 9 522 | 9 628 | 9 518 | 9 390 |

| 2014  | 2019  | 2022  | - | - | - | - | - | - |
| ----- | ----- | ----- | - | - | - | - | - | - |
| 8 789 | 8 408 | 8 372 | - | - | - | - | - | - |

| 1793  | 1800  | 1806  | 1821  | 1831 | 1836 | 1841 | 1846 | 1851 |
| ----- | ----- | ----- | ----- | ---- | ---- | ---- | ---- | ---- |
| 1 775 | 1 523 | 1 844 | 1 146 | 933  | 988  | 925  | 973  | 926  |

| 1856 | 1861 | 1866 | 1872 | 1876 | 1881 | 1886 | 1891 | 1896 |
| ---- | ---- | ---- | ---- | ---- | ---- | ---- | ---- | ---- |
| 915  | 858  | 860  | 825  | 837  | 834  | 857  | 816  | 722  |

| 1901 | 1906 | 1911 | 1921 | 1926 | 1931 | 1936 | 1946 | 1954 |
| ---- | ---- | ---- | ---- | ---- | ---- | ---- | ---- | ---- |
| 658  | 603  | 604  | 543  | 570  | 603  | 638  | 820  | 893  |

| 1962 | 1965   | - | - | - | - | - | - | - |
| ---- | ------ | - | - | - | - | - | - | - |
| 800  | fusion | - | - | - | - | - | - | - |

Lors du recensement de 2007, l’arrondissement de Coutances enregistre la plus forte hausse de population de la Manche, surtout sur la côte et autour de Coutances. Si la ville de Coutances est en très légère baisse par rapport à 1999 (-0,4 %), des communes comme Blainville-sur-Mer, Gouville-sur-Mer, Pirou ou Saint-Sauveur-Lendelin affichent une hausse de population de plus de 20 % en huit ans. D'autres, comme Quettreville-sur-Sienne, Montmartin-sur-Mer ou Lessay ont connu une hausse comprise entre +10 % et +20 %. Selon la Direction départementale de l'équipement, la démographie du Coutançais progresse plus rapidement que la moyenne française depuis 1999.

### Manifestations culturelles et festivités
- Tous les ans, le festival Jazz sous les pommiers, durant la semaine de l’Ascension. Des milliers de personnes viennent à ce festival internationalement connu où jazz, animation, spectacles de rue et théâtre se mélangent. Des têtes d'affiche viennent se représenter pour ce festival : Keziah Jones (2008), Yael Naim (2009), Melody Gardot (2010)…
- Le chanteur néerlandais Dick Annegarn a consacré une chanson à la ville de Coutances (éditée en 1975), et incluse dans la bande originale de La Science des rêves, en septembre 2006.
- Le théâtre municipal est très actif et offre chaque année de nombreux spectacles (théâtre, danse, cirque, musique…). Des personnalités sont parfois invitées comme Jamel Debbouze, Valérie Lemercier (2009) ou Alain Souchon.

### Sports et loisirs
Au niveau des activités, il y a :
- le football : sport prédominant à Coutances avec son club l'Entente sportive coutançaise. La 1A évolue en division d'honneur, autrement dit la 6e division nationale. Le club fait évoluer une seconde équipe en ligue de Basse-Normandie et une troisième équipe en division de district[73] ;
- la gymnastique : le club de la Saint-Michel ;
- l'athlétisme : le club de la BAC (Bocage athlétique coutançais) comptait dans ses rangs Bertrand Savary (7e sur 800 mètres au championnat de France 2007) ;
- la natation : le Club nautique de Coutances ;
- le handball : le club de la SAEL compte de nombreux licenciés et un dynamisme important ;
- le volley-ball : représenté par le club du SC Coutances volley qui a de bons résultats chez les jeunes au niveau régional et en coupe de France ;
- le tennis, le squash, le basket-ball…
- le football gaélique, représenté au plus haut niveau par le Gaélique Football Club Pays de Coutances[74].

## Économie
L'économie coutançaise est fortement tournée vers l'agro-alimentaire. Le groupe Agrial est une coopérative agricole et société de transformation agro-alimentaire, de dimension nationale et internationale, dont une partie des activités est basée à Coutances. La ville abrite également un abattoir à bovins de la Socopa.
Dans le domaine des hautes technologies, Elvia, une entreprise fabricante de circuits imprimés, est implantée à Coutances.
Historiquement, Coutances est surtout connue pour être la capitale judiciaire de la Manche avec son tribunal de grande instance, le tribunal de commerce, sa maison d'arrêt, et son pôle d'instruction, tandis que Saint-Lô est la capitale politique et administrative et Cherbourg la capitale économique.
Malgré la crise, Coutances reste commercialement attractive. En effet, l'année 2009 est riche en nouvelles installations : Picard, Koodza, Kiabi… Depuis 10 ans maintenant, Coutances concentre son activité économique sur sa périphérie et notamment sur la Zone industrielle de la Mare où sont installés : Leclerc, Buro +, plusieurs concessions automobiles, Oncle Scott's, Etap hôtel, La Halle au Sommeil…
Le centre-ville reste stable en matière de construction, mais reste actif au niveau des mutations : de nombreuses banques ouvrent dans le centre, de même que des agences immobilières...
Coutances est dénommée « commune touristique » depuis février 2013.

## Équipements et services publics

### Espaces publics
Le jardin des plantes (Second Empire), inscrit aux monuments historiques, est un des plus remarquables de la région. Situé dans la cour du musée Quesnel-Morinière, il fut créé vers 1852. De nombreuses compositions florales y sont réalisées chaque année. La ville est également entourée d'une ceinture de boulevards plantés d'alignements de tilleuls formant des promenades ombragées prisées des Coutançais, ainsi que le jardin Flore et Sens d'1,5 ha.
Le parc médiéval de l'Évêque (XIe – XVIIIe siècles), ancien parc de l'évêque (privé), avec réserve de chasse, glacière et fontaine ferrugineuse, est inscrit aux monuments historiques.
Coutances est une ville fleurie ayant obtenu trois fleurs au concours des villes et villages fleuris.

Jardin des plantes
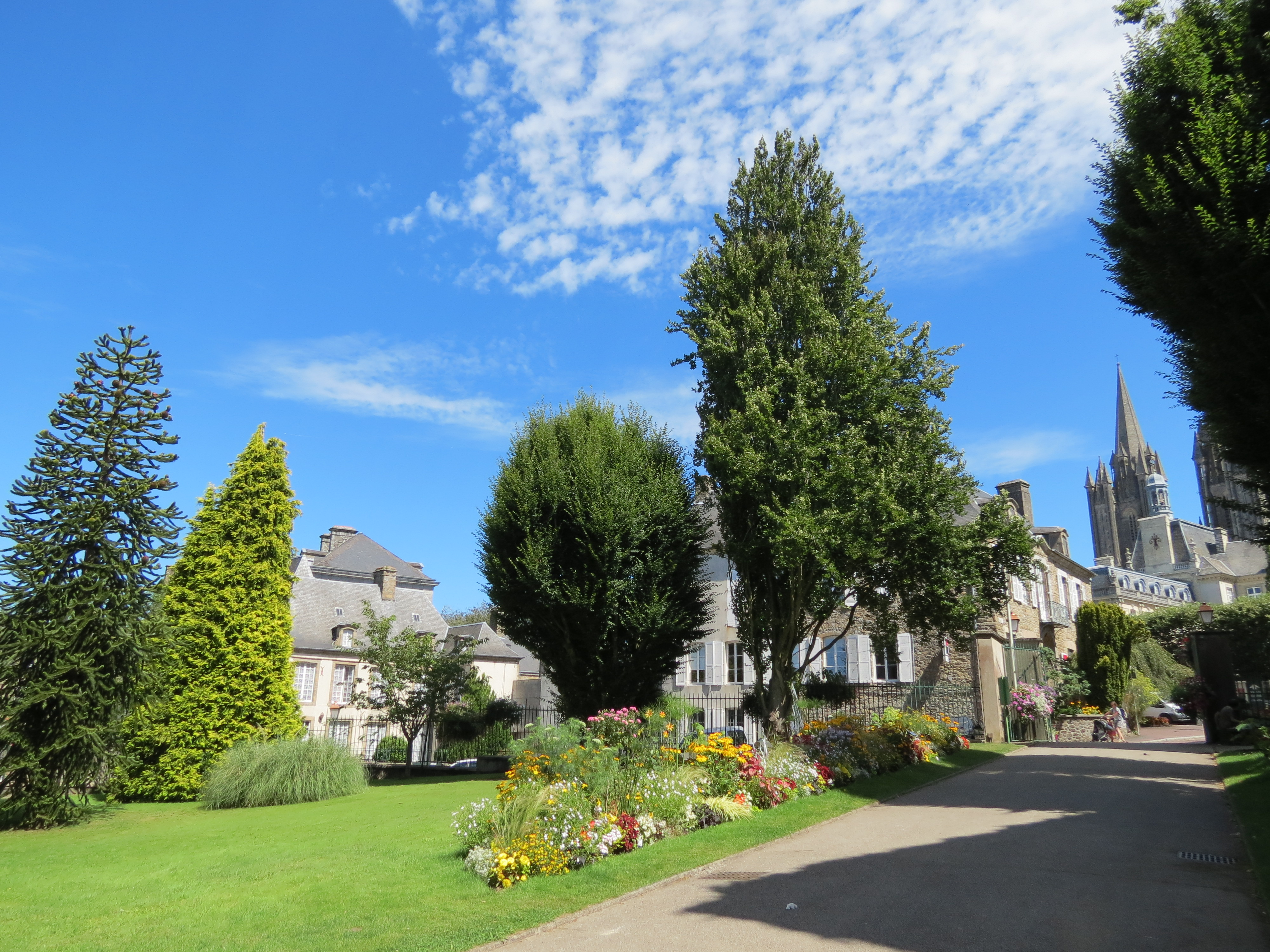
Entrée
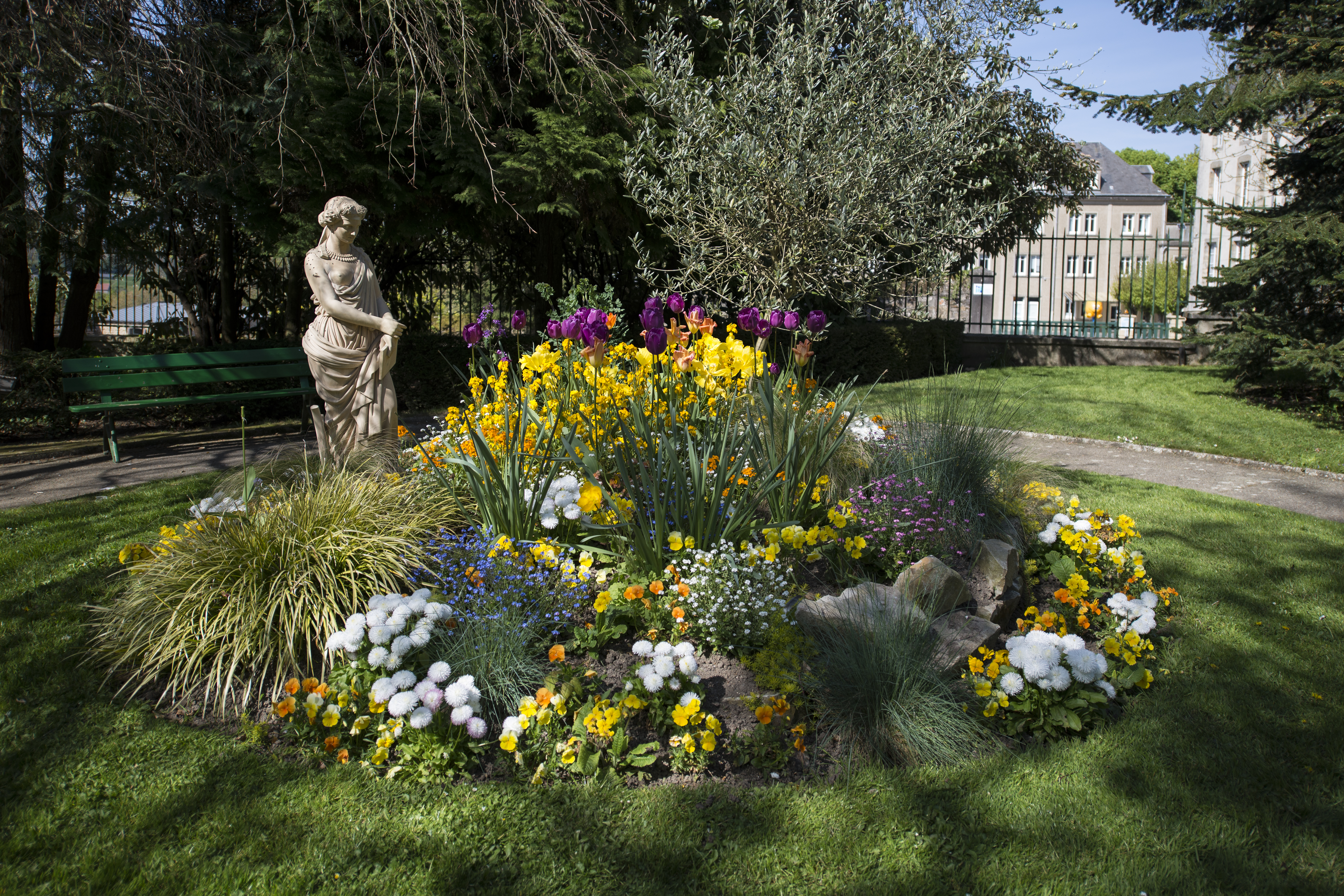
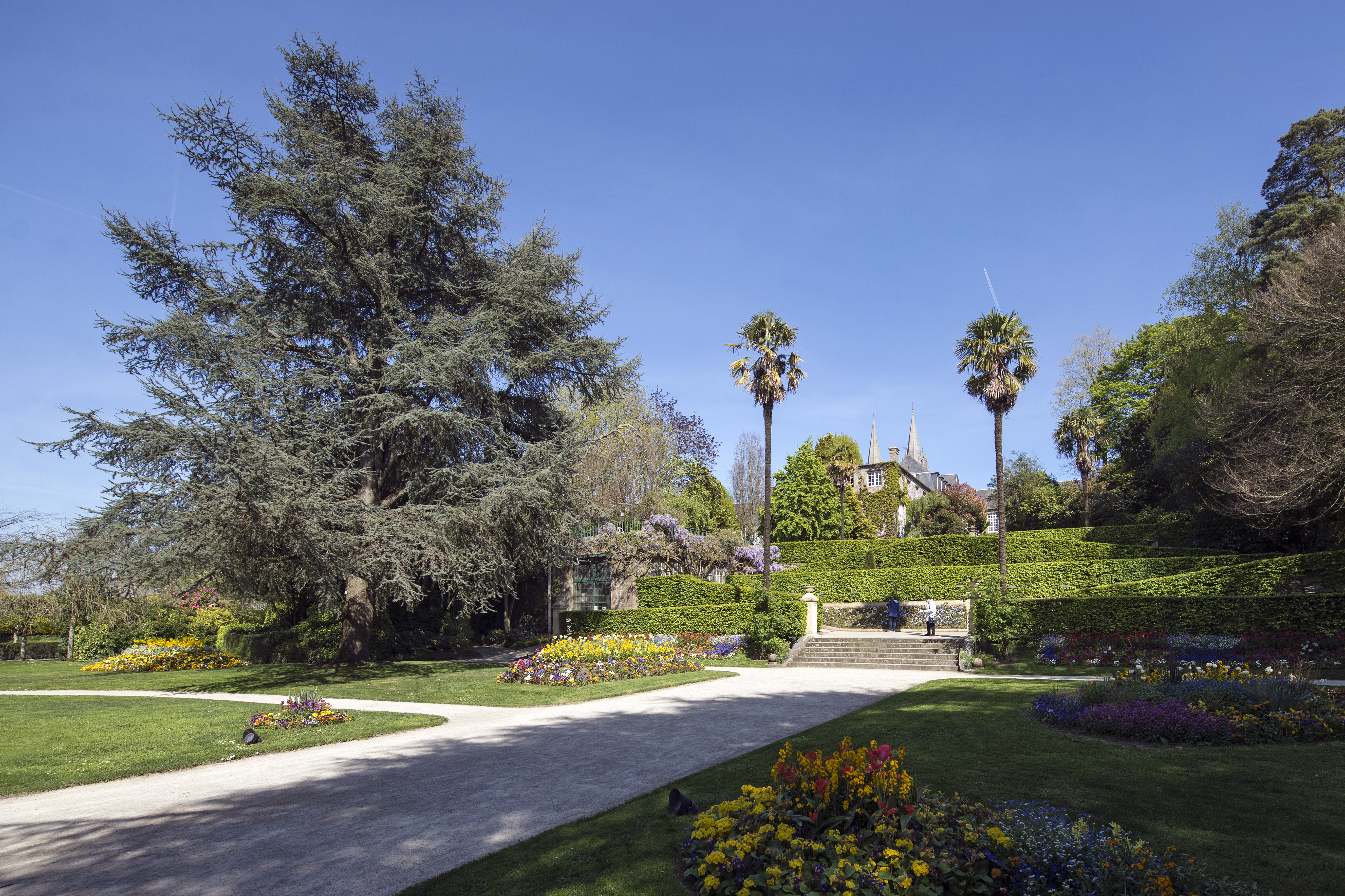
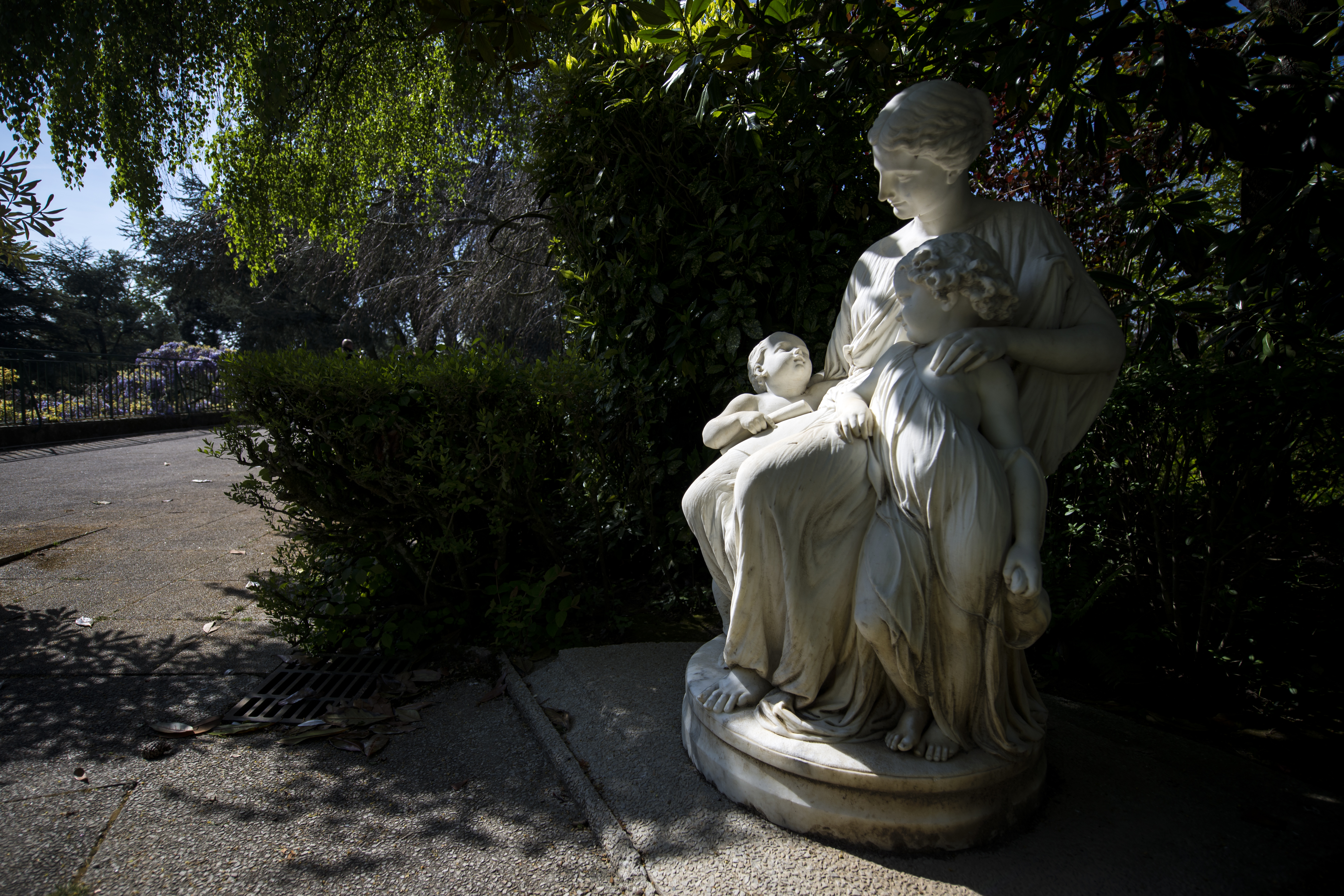
La Maternité.
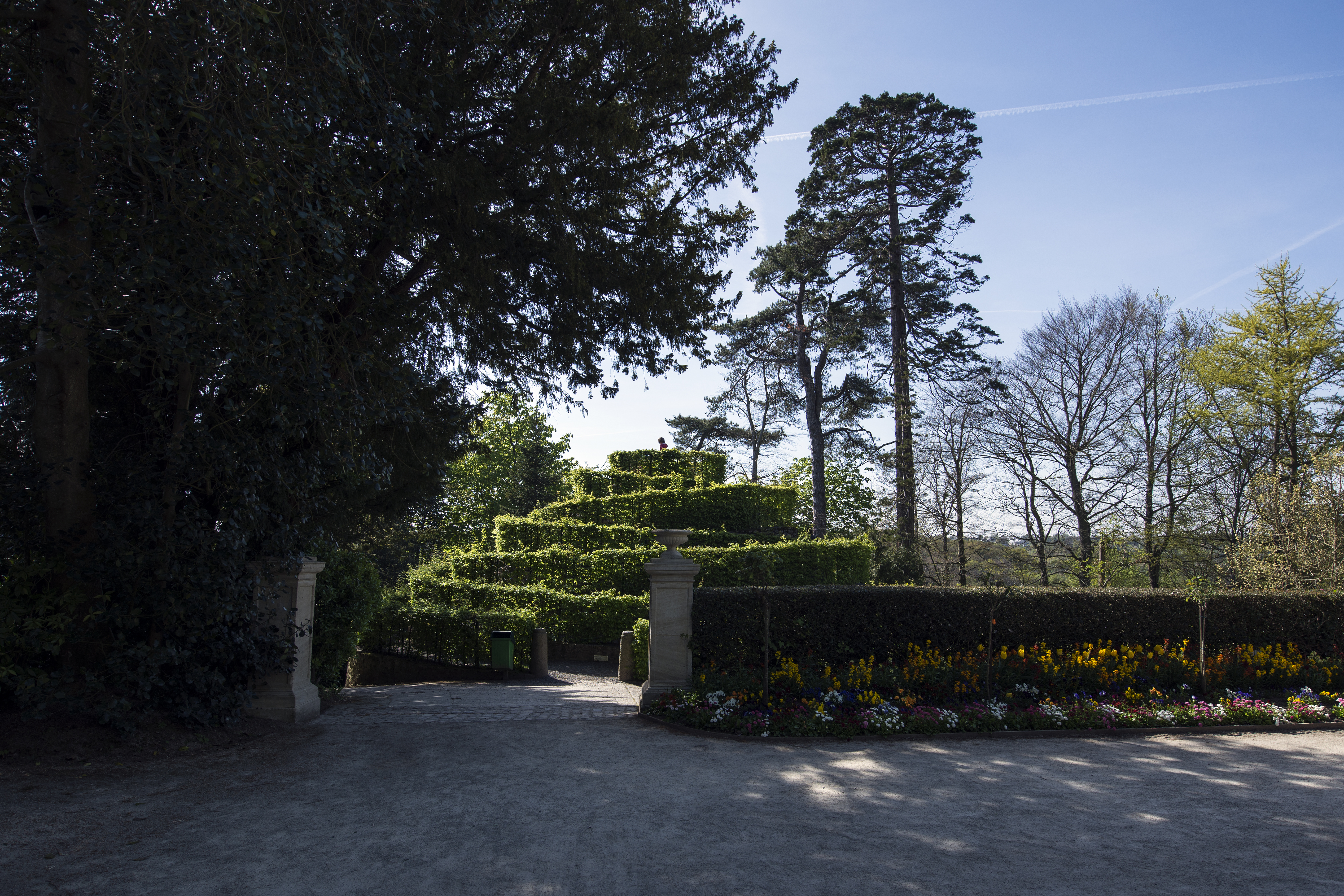
Spirale végétale.
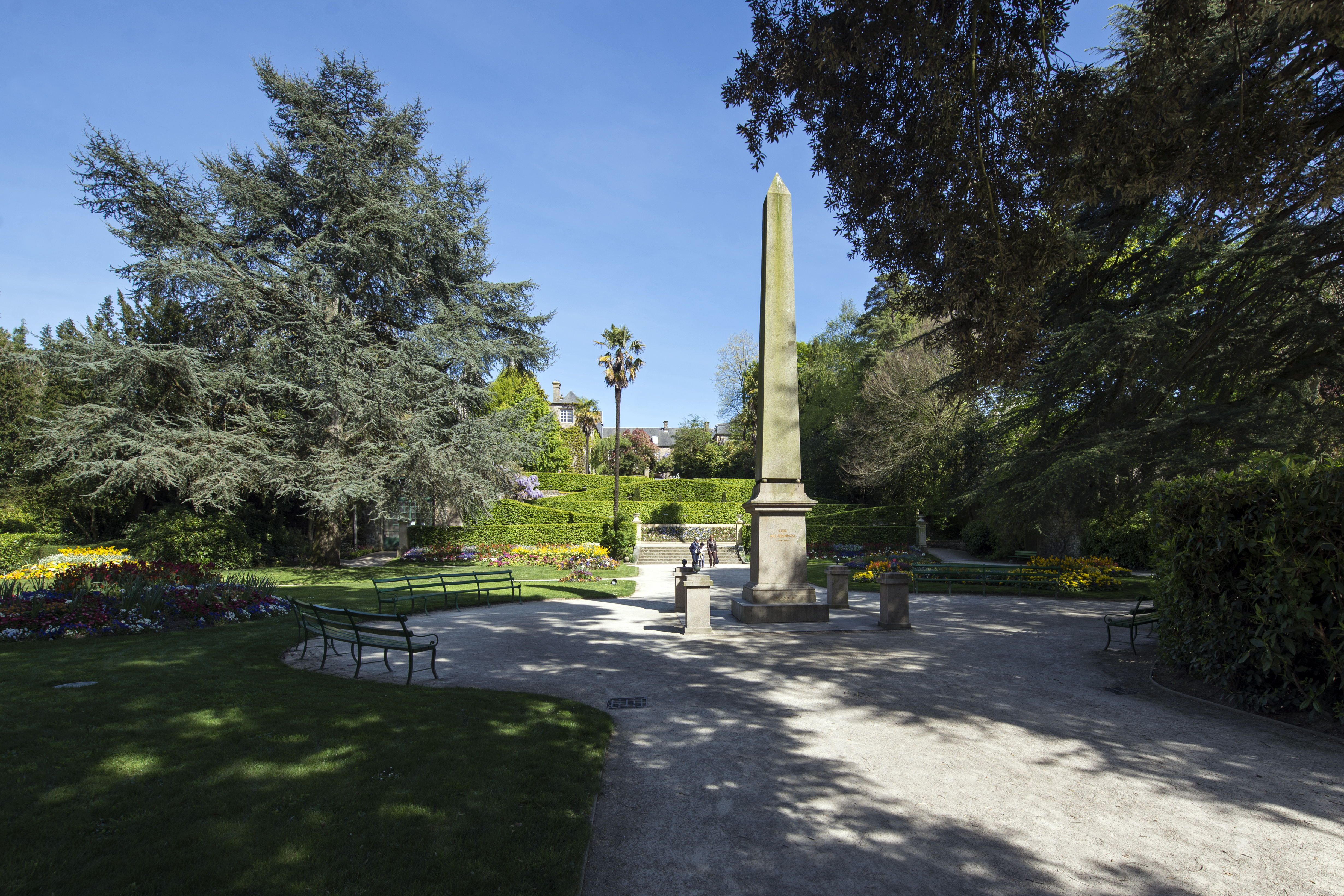
Obélisque.
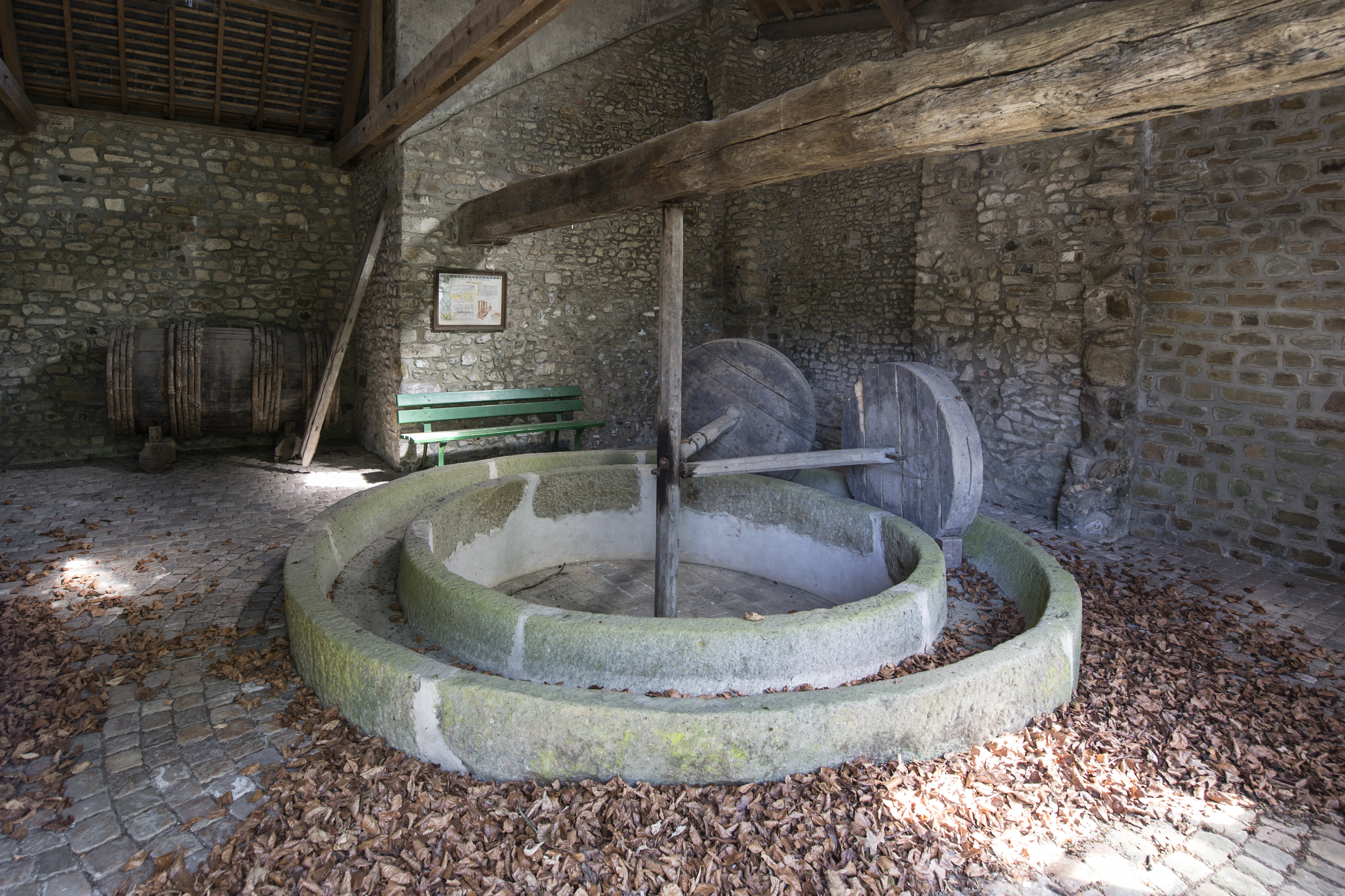
Gadage pour piler les pommes.
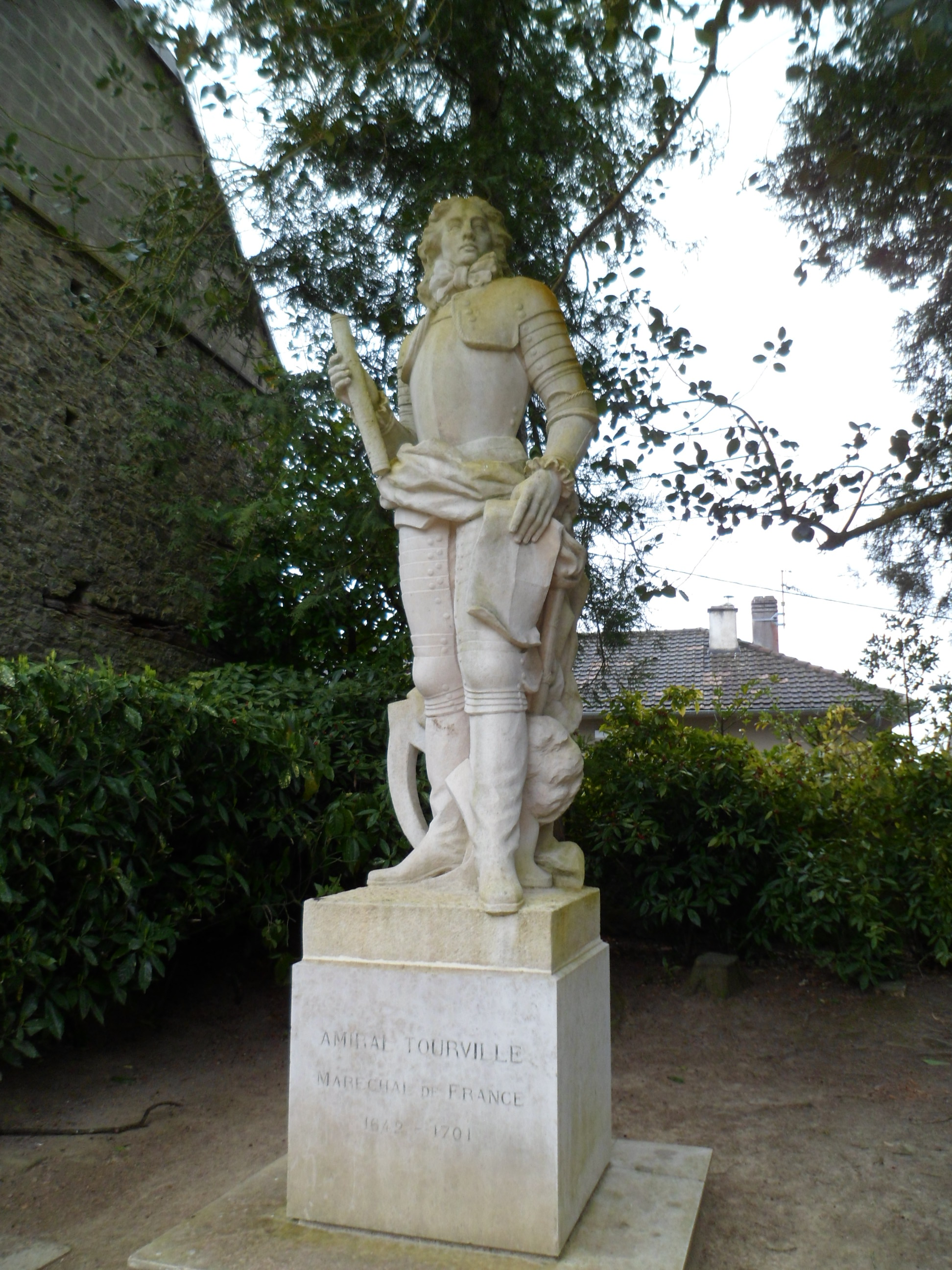
Statue du vice-amiral de Tourville

### Enseignement
Coutances est une des villes de France qui compte le plus d'établissements scolaires par rapport à sa population. On dénombre ainsi :
- dix écoles maternelles et primaires ;
- deux collèges : Jacques-Prévert (public), Jean-Paul-II (privé) ;
- cinq lycées :
  - deux lycées d'enseignement général et technologique : lycée Jean-Paul-II (privé), lycée Charles-François-Lebrun (public) ;
  - un lycée agricole ;
  - deux lycées professionnels : Les Sapins (dont le Bac pro "Métiers de la mode" est nationalement reconnu), La Roquelle ;
- quatre CFA (IFORM, CFA Paul Bocage pour le bâtiment, CEFAM pour les formations continues) ;
- Une maison familiale rurale dispense des formations en Production horticoles et en Travaux paysagers.

## Culture locale et patrimoine

### Lieux et monuments
Le pays de Coutances est classé Pays d'Art et d'Histoire.

#### Patrimoine religieux
- Palais épiscopal de Coutances ou palais de l'Évêché du XVIIIe siècle, restauré après 1944. Bibliothèque diocésaine.
- Cathédrale Notre-Dame des XIe – XIIIe siècles place du Parvis. De style gothique, avec une tour-lanterne octogonale, la cathédrale est bâtie par Hugues de Morville en réutilisant partiellement la structure de l'édifice roman de Geoffroy de Montbray. Elle est classée au titre des monuments historiques depuis 1862[79].

Elle abrite des vitraux des XIIIe – XVIe siècles, un maître-autel d'Antoine et Raphaël Duparc (1757) et un buffet d'orgues provenant de l'ancienne abbaye de Savigny du XVIIIe.
- Église Saint-Nicolas des XVe – XIXe siècles, place Saint-Nicolas. À l'origine chapelle bâtie au XIIIe siècle pour les paroissiens de Saint-Nicolas, l'édifice fut agrandi aux XVIe et XVIIe siècles et très endommagé en 1944[80]. Restaurée puis désaffectée elle est utilisée comme salle d'expositions. L'église est classée au titre des monuments historiques par arrêté du 11 juin 1946[81].
- Église Saint-Pierre de la fin du XVe , début du XVIe siècle, place Saint-Pierre, classée au titre des monuments historiques par arrêté du 4 janvier 1901[82]. L'ancienne église du XIIIe siècle fut détruite au XVe siècle et réédifiée en 1494 par Geoffroy Herbert, évêque de Coutances[83].

En 1221, Hugues de Morville donna le patronage de l'église Saint-Pierre à l'Hôtel-Dieu de Coutances qu'il avait fondé en juillet 1209.
- Clocher de l'ancienne Église des Augustins à l'Hôpital du XVe siècle[38], rue Hugues de Morville.
- Chapelle Notre-Dame-de-la-Victoire et les bâtiments de l'hôtel-Dieu, rue des Teintures.
- Chapelle Notre-Dame de la Roquelle, chemin Notre-Dame de la Roquelle.
- Chapelle Notre-Dame de la Mare, allée du Château-de-la-Mare.
- Chapelle de la congrégation des Sœurs des Sacrés-Cœurs, rue du Parc.
- Chapelle du couvent des Carmélites, boulevard d'Alsace-Lorraine.
- Chapelle du couvent du Sacré-Cœur, rue Daniel (établissement jean-Paul-II).
- Chapelle du centre d'accueil diocésain, rue Daniel.
- Chapelle Saint-Vincent, reconstruite par Louis Arretche, rue Daniel.
- Chapelle du lycée Lebrun, rue de la Mission, ancienne chapelle des Eudistes.
- Chapelle des Sœurs de la Miséricorde, rue Geoffroy Herbert.
- Chapelle de la Guérie, rue de la Guérie.
- Le centre évangélique protestant, rue du Clos-de-la-Fontaine.

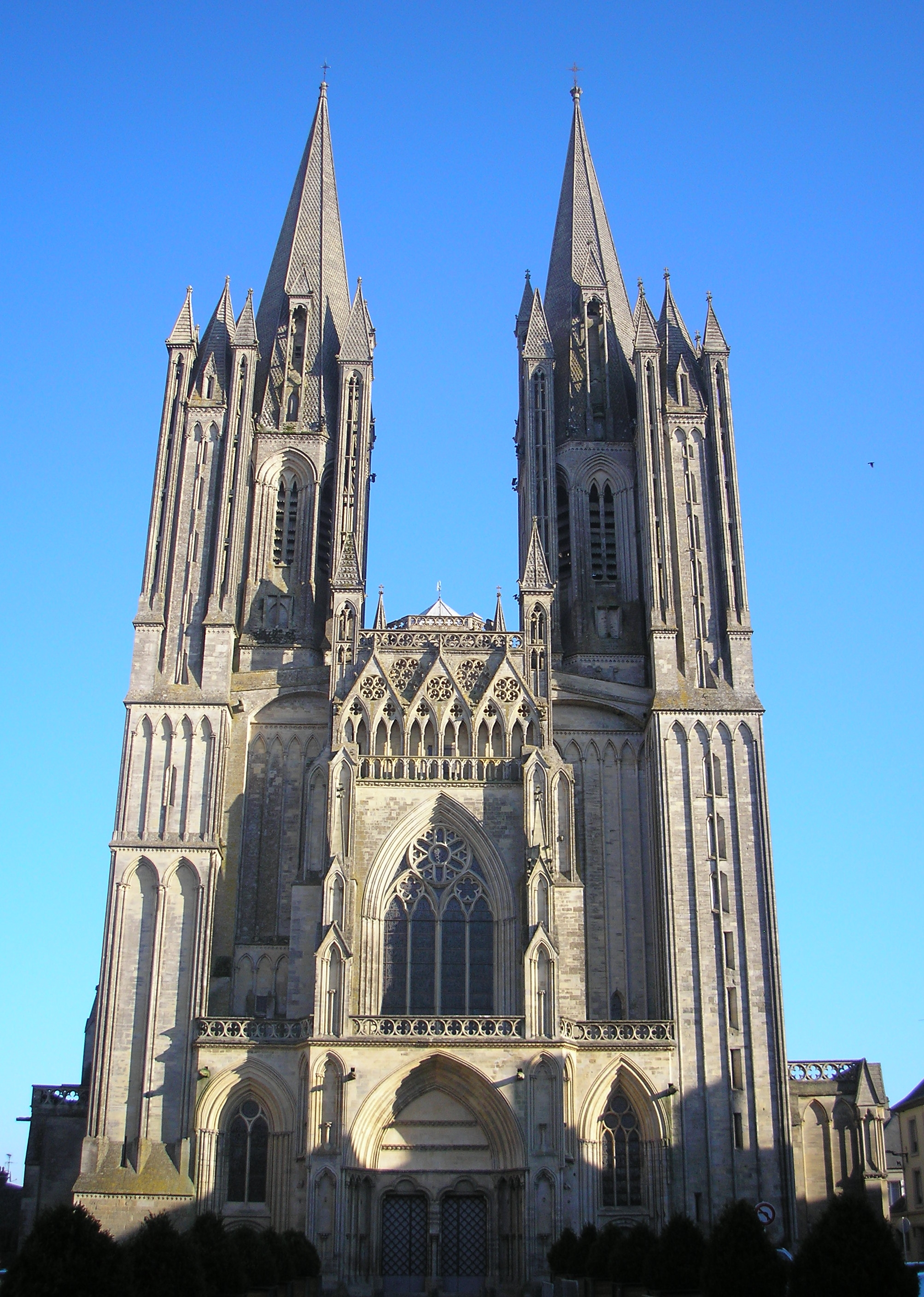
La cathédrale Notre-Dame.
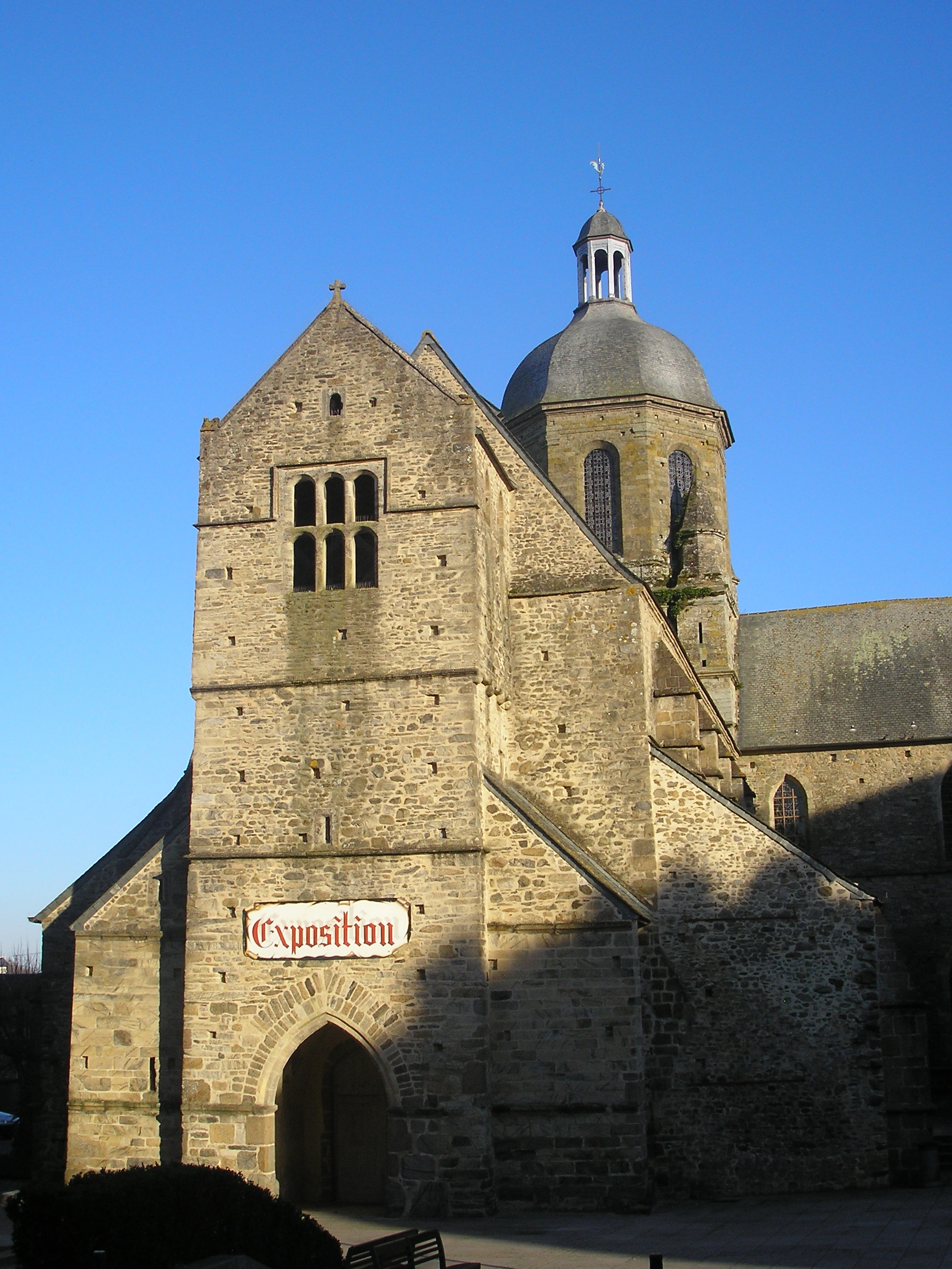
L'église Saint-Nicolas.
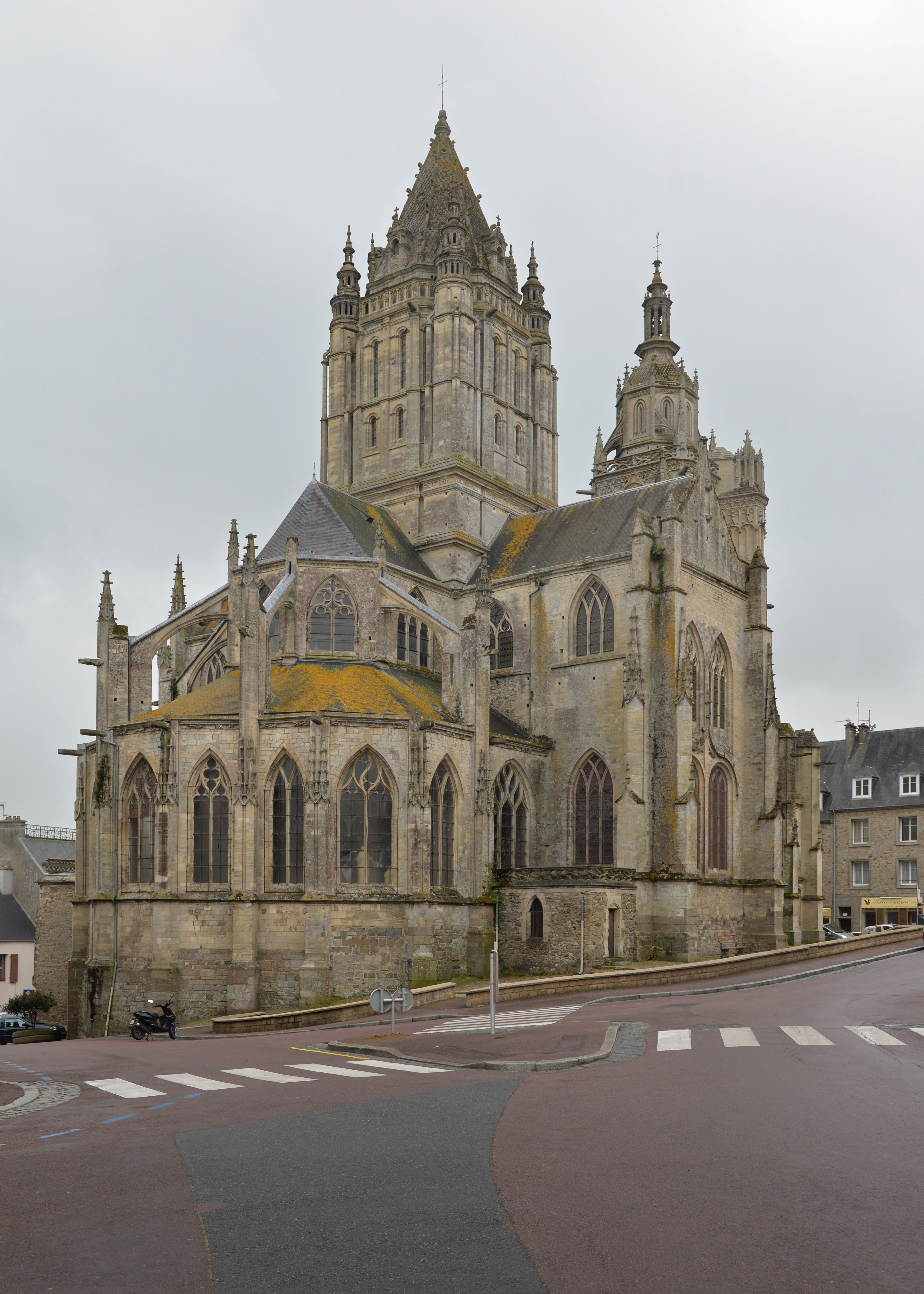
L'église Saint-Pierre.
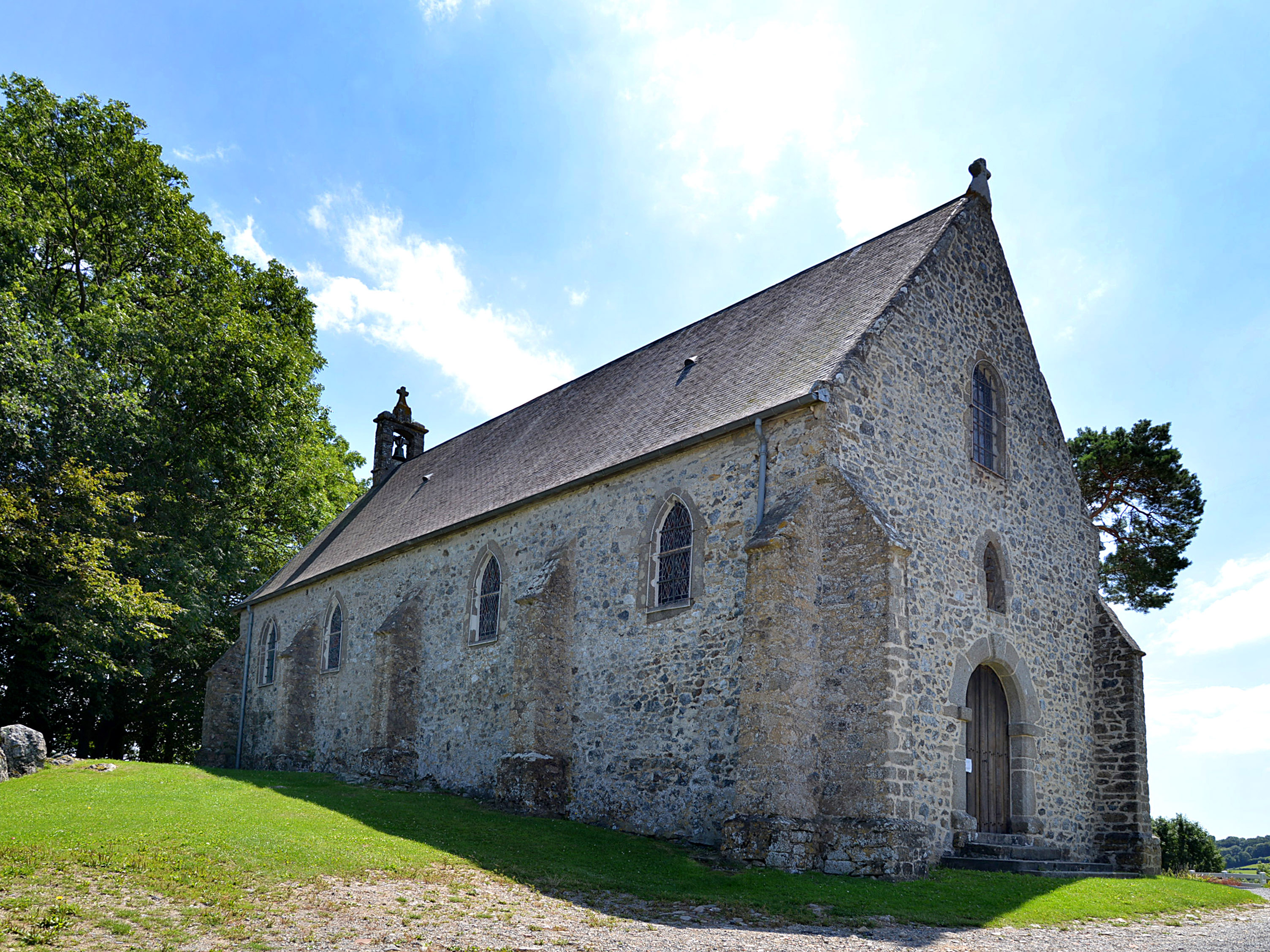
La chapelle Notre-Dame-de-la-Roquelle.
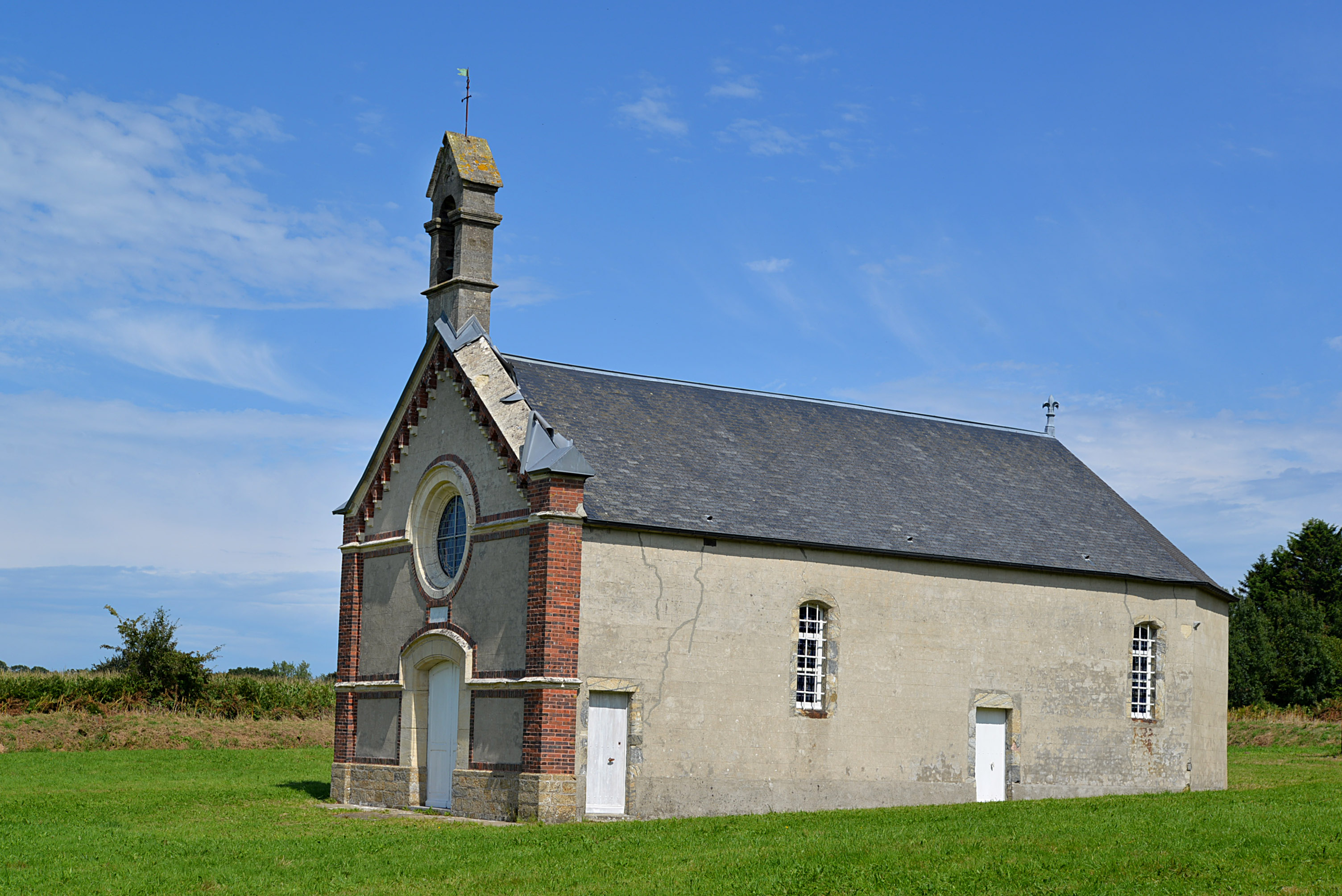
La chapelle Notre-Dame-de-la-Mare.
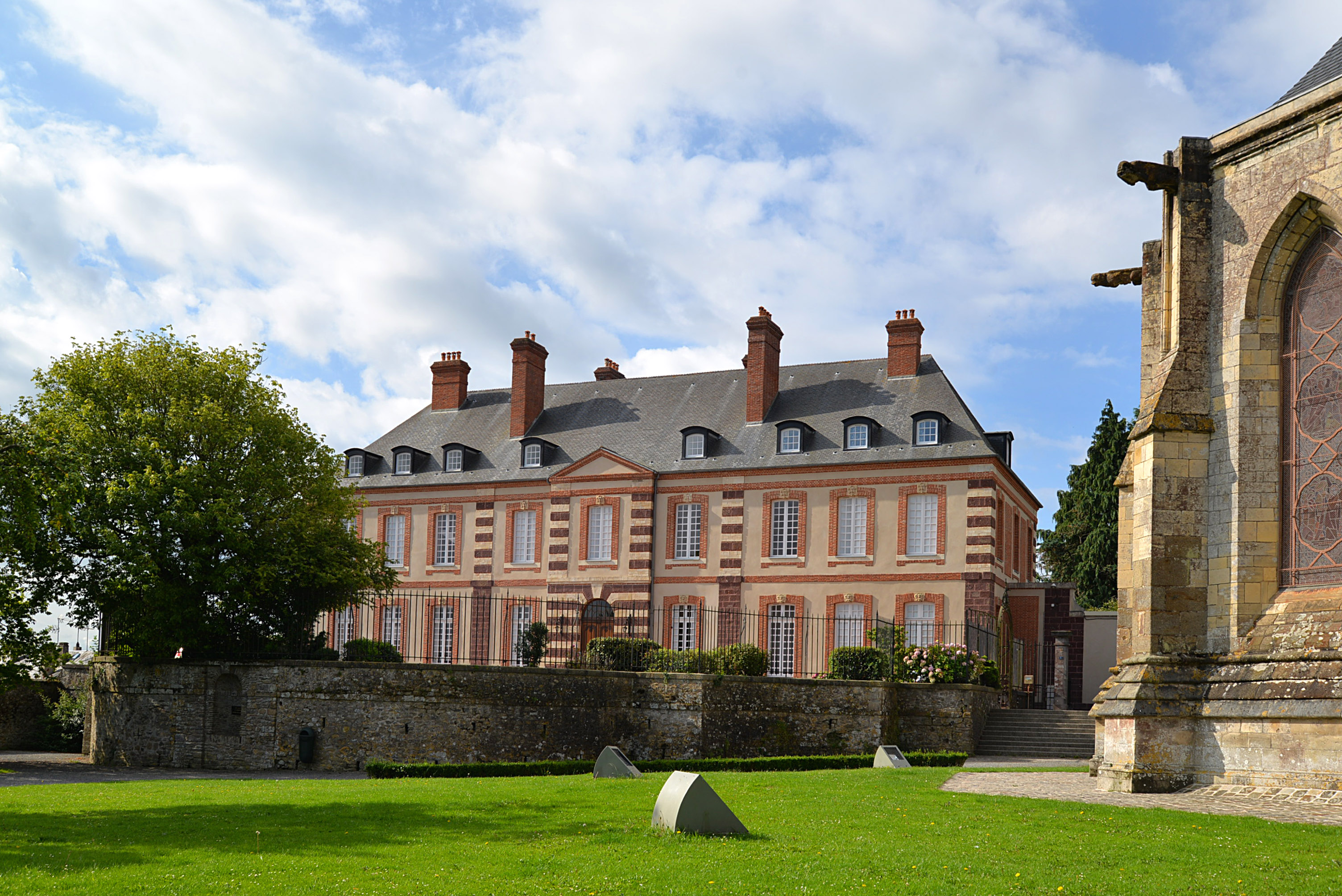
Le palais épiscopal.
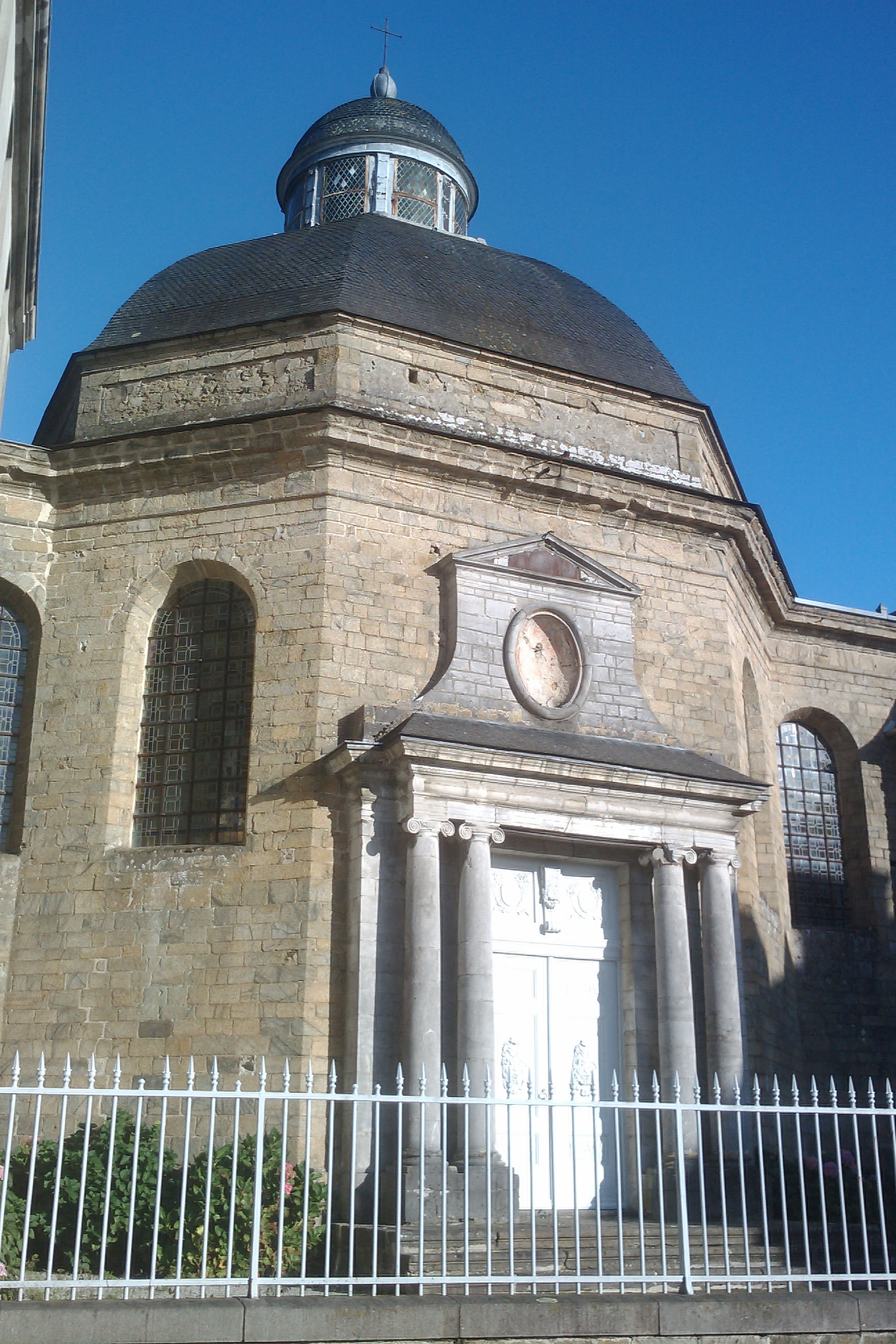
Chapelle Notre-Dame-de-la-Victoire.
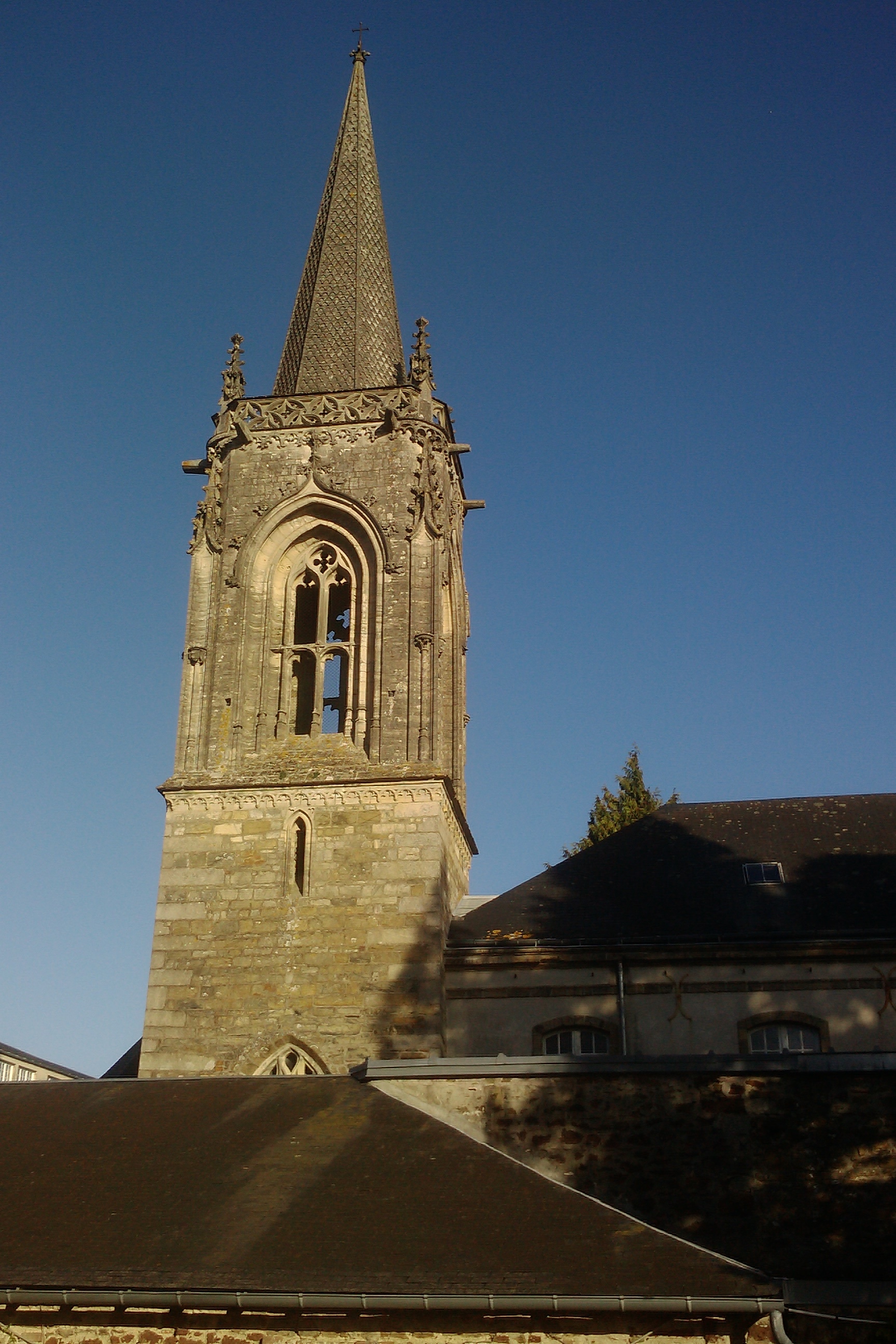
Clocher de l'ancienne église des frères Augustins.
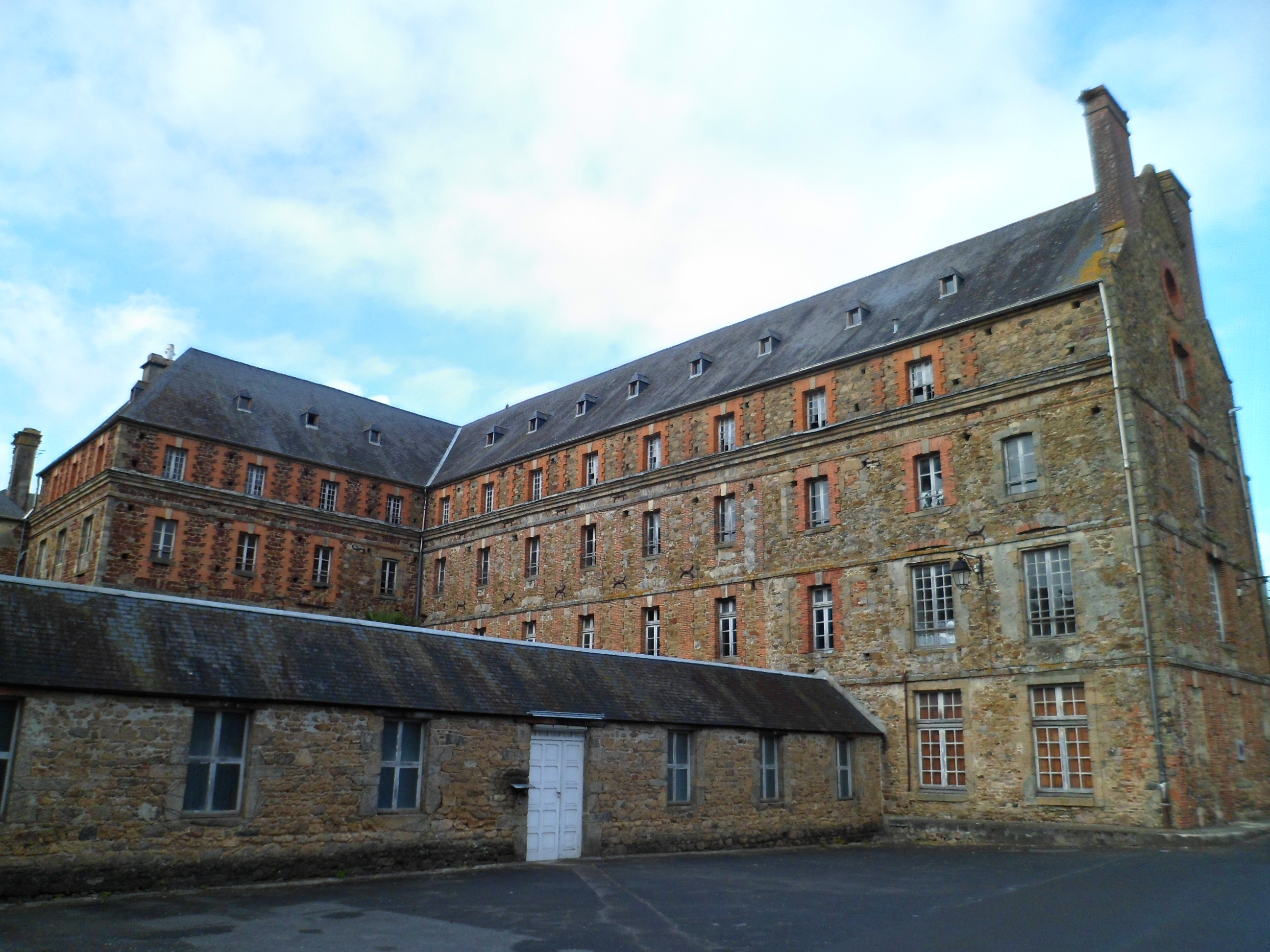
Hôpital de Coutances.

#### Patrimoine civil
- Ruines de l'aqueduc médiéval du XIIIe siècle[38], trois arches gothiques, classé aux monuments historiques par liste de 1840[84].
- Hôtel de ville installé dans l'hôtel de Cussy contenant une maquette au ¹⁄₅ d'un drakkar.
- Musée des beaux-arts Quesnel-Morinière (XVIIe siècle)[38].
- Lycée Lebrun-de-Coutances, premier lycée impérial. Sa chapelle est inscrite au titre des monuments historiques[85].
- Maison d'arrêt.
- Tribunal, siège de la cour d'assises de la Manche.
- Halle aux Poissons.
- Hôtel-Dieu fondé au XIIIe siècle par Hugues de Morville, aujourd'hui hôpital.
- Musée municipal.
- Théâtre, médiathèque.
- Centre culturel municipal et pour partie centre diocésain dans l'ancien grand séminaire.

#### Monuments disparus
- Château médiéval, ancien siège de la vicomté de Coutances.
- Abbaye bénédictine Notre-Dame des Anges. Transformée au XIXe siècle en sous-préfecture, tribunal et théâtre, elle a été anéanti par la guerre en 1944.
- Statue en bronze représentant Anne Hilarion de Tourville est érigée en 1907 sur le parvis de la cathédrale de Coutances (sur le monument aux morts de 1870). Réalisée par Ernest Hulin[86], elle sera fondue en 1943, dans le cadre de la mobilisation des métaux non ferreux. Une statue du même militaire, sculptée en 1952 par Hubert Yencesse, et initialement érigée au Trocadéro à Paris, a été placée dans le jardin des plantes de Coutances.
- Couvent des Jacobins. Thomas du Marest (Carentan, 1367 - après 1433), curé de Saint-Nicolas-de-Coutances, en fut l'un des bienfaiteurs et fut inhumé dans le cloître. Le couvent a été remplacé par le grand séminaire[87].

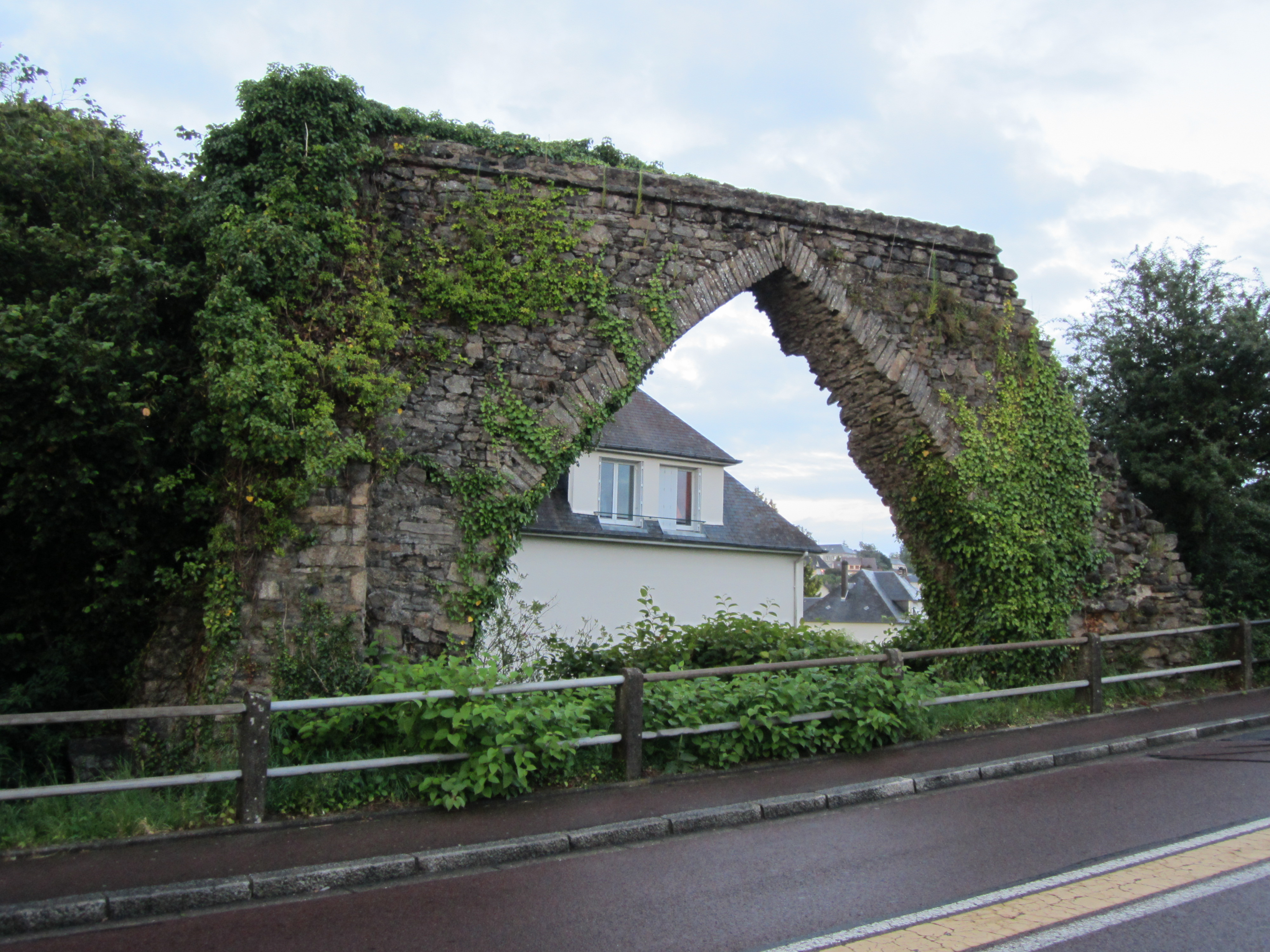
Les ruines de l'aqueduc.
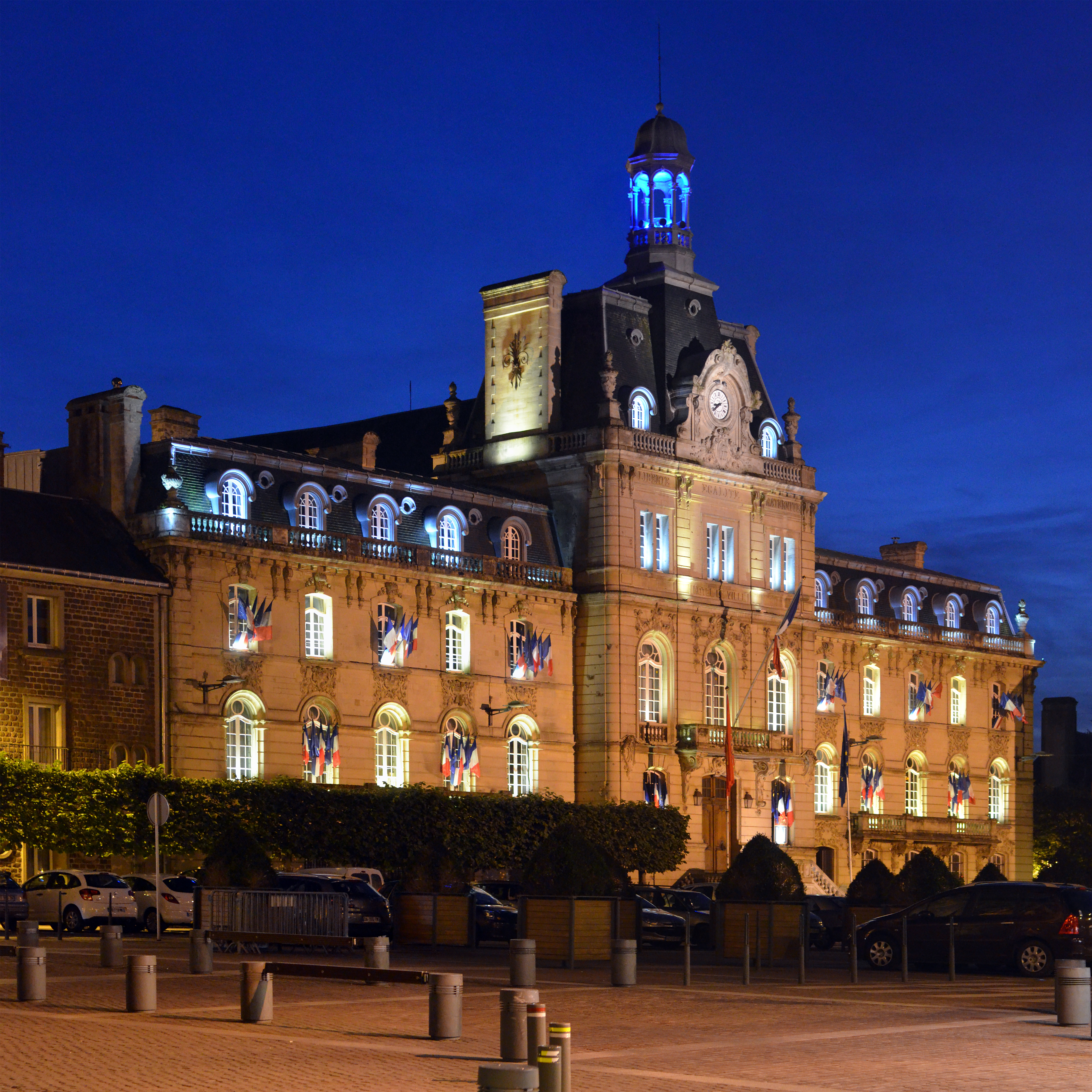
L'hôtel de ville.
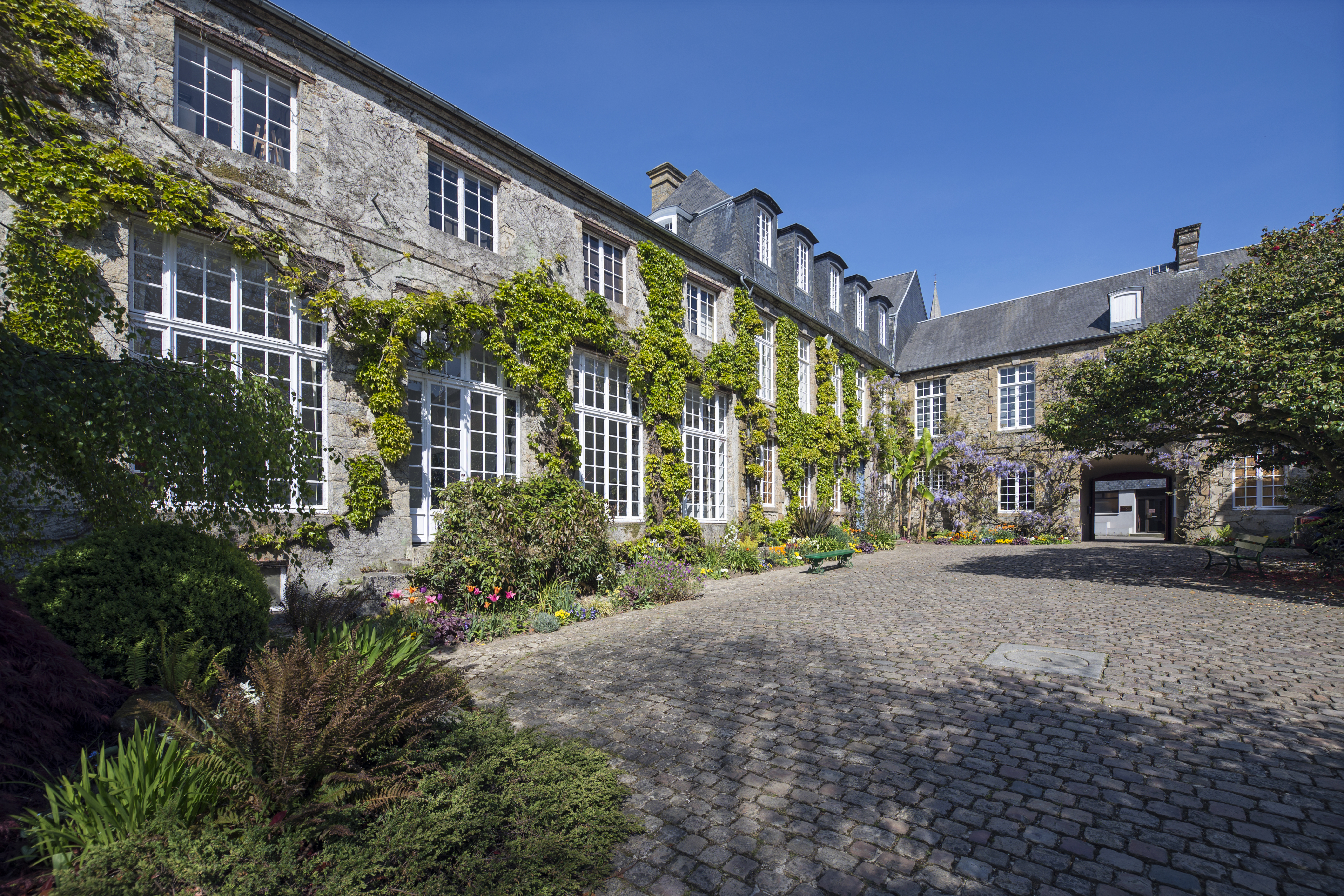
Le musée Quesnel-Morinière.
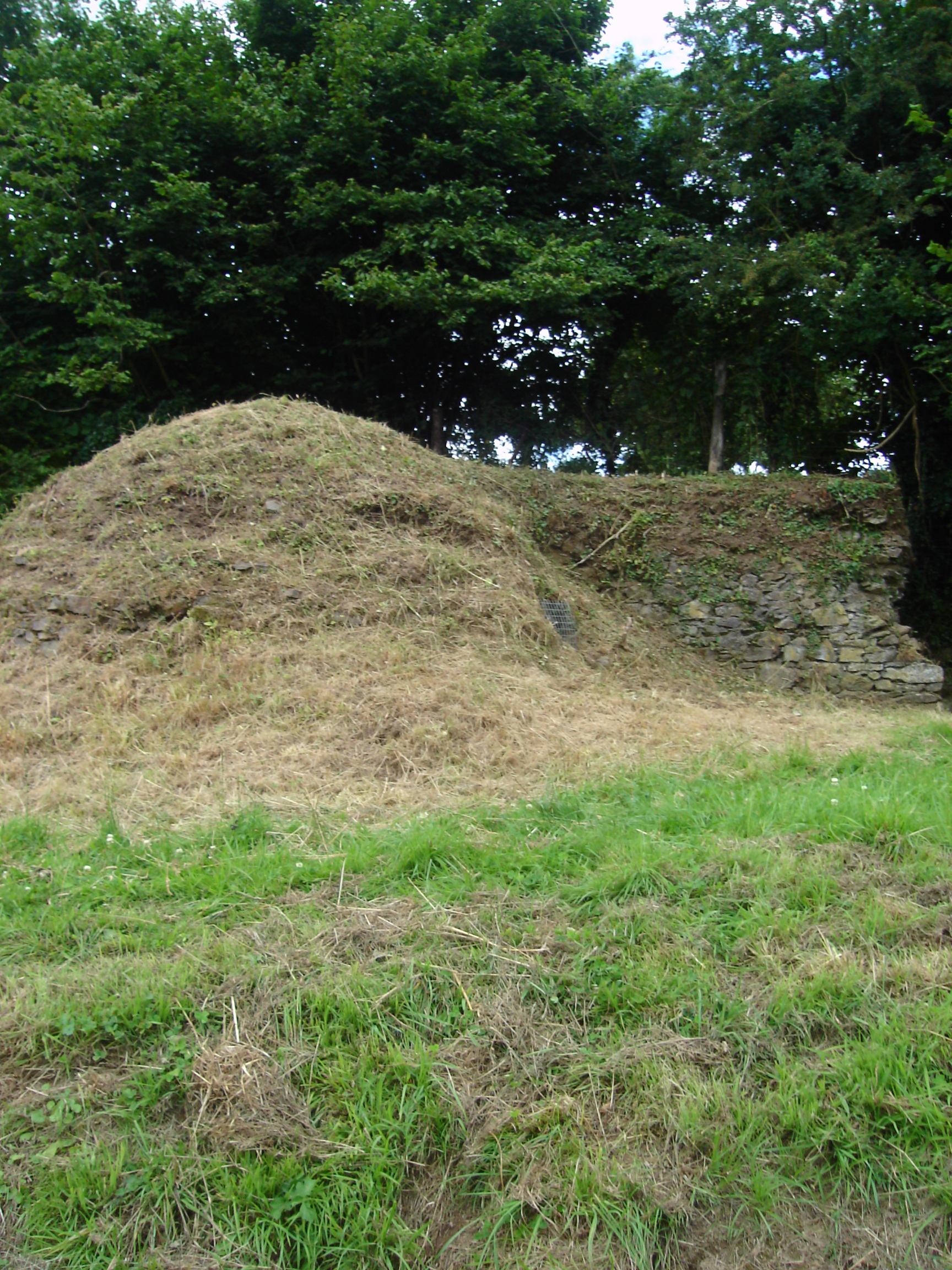
La glacière du parc de l'évêque.

### Personnalités liées à la commune
par ordre chronologique

#### Naissances

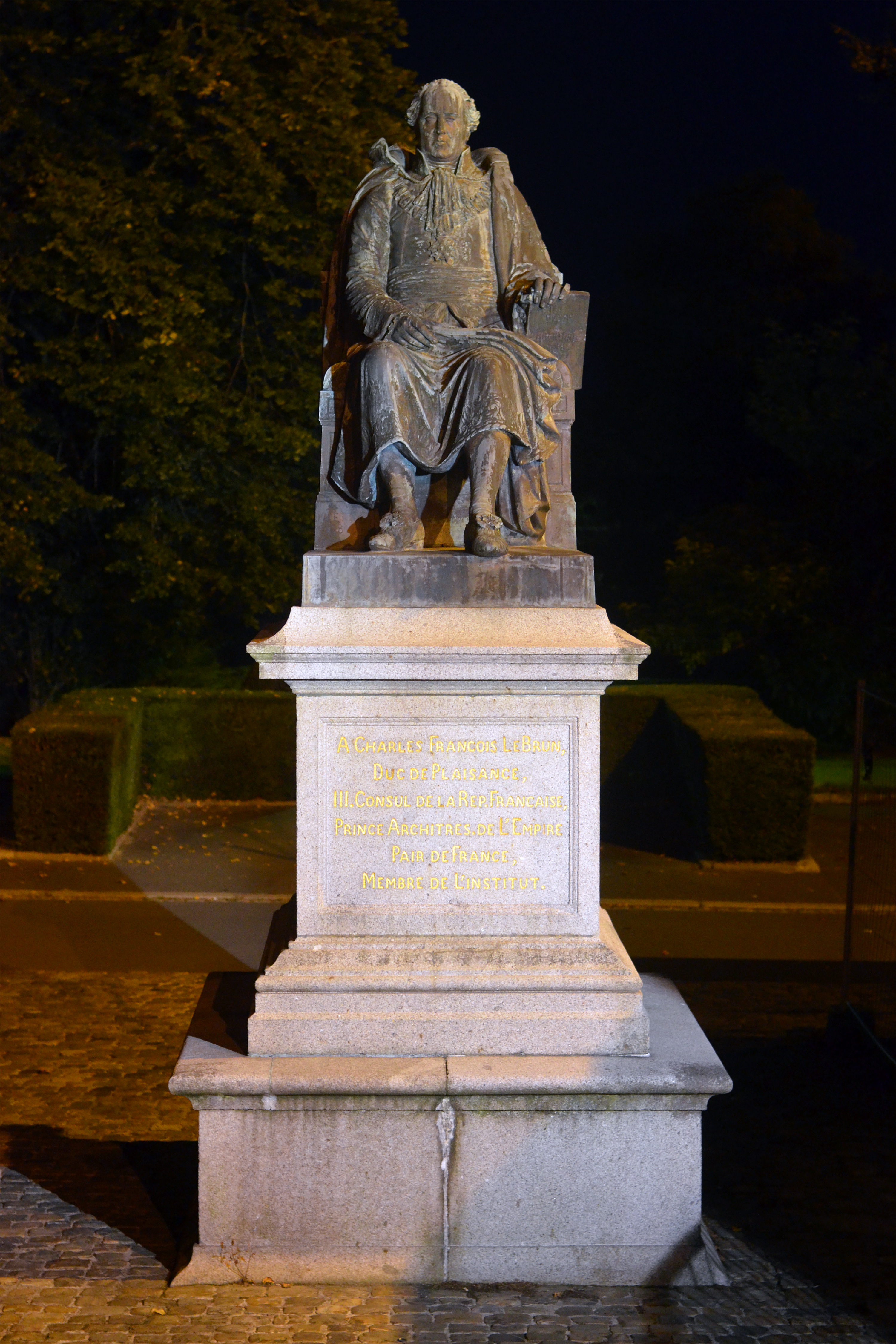
La statue de Charles-François Lebrun.

- André de Coutances, trouvère du XIIe siècle.
- Louis Le Roy (v. 1510 - Paris, 1577), humaniste, traducteur, écrivain.
- François Le Breton, né à Coutances (XVIe siècle), écrivain.
- Jean Brohon, (début du XVIe siècle - v. 1575), médecin et astronome.
- François Feuardent (1539-1610), religieux franciscain (cordelier), un des chefs de la Ligue catholique.
- Jean de Renou (1568-1637), médecin.
- Guillaume Lamy (1644-1682 ou 1683), médecin et philosophe.
- Robert Bichue, né et mort à Coutances (1705-1789), peintre. Il fut connu en son temps pour avoir peint une vue représentant le côté nord de la cathédrale de Coutances qu'il fit ensuite graver sur une planche en cuivre en 1747, œuvre dédiée à Monseigneur de Matignon, évêque de la ville, et qui reste aujourd'hui un témoignage précieux de l'aspect de Coutances au XVIIIe siècle.
- Guillaume-Philippe Benoist (1725-1770 ou 1800), graveur français.
- Guillaume Le Gentil de la Galaisière (1725 à Coutances - 1792), astronome et voyageur.
- François Gionest (1737 - Caraquet, 1823), fut membre d'équipage du capitaine Saint-Simon durant la bataille de la Ristigouche et l'un des fondateurs de la ville de Caraquet[88]. Deviendra l'ancêtre de toutes les familles Gionet en Acadie.
- Jean Michel Hubert-Dumanoir (1744-1827), homme politique né à Coutances, député de la Manche sous la Révolution française.
- Nicolas-Toussaint des Essarts (1744 - Paris, 1810), compilateur, avocat, libraire.
- Nicolas Frémin de Beaumont (1744-1820), homme politique, maire de Coutances, député de la Manche, puis préfet de la Vendée.
- Gabriel François Charles Frémin du Mesnil (1751-1844), homme politique, député de la Manche de 1813 à 1815 et de 1815 à 1816.
- Louis-Marie Duhamel (1760-1819), homme politique, député de la Manche en 1815, pendant les Cent-Jours.
- Cussy Louis Ambroise de (1766-1837), préfet du Palais et gastronome
- Michel Louis Joseph Bonté (1766-1836), militaire.
- Jean-Marthe-Adrien Lhermitte, dit « le Brave » (1766-1826)[38], contre-amiral.
- Paul Letarouilly (1795 - Paris, 1855), architecte.
- Eugène-Constant Piton, écrivain du XIXe siècle.
- Amanda Fougère (1820-1875), peintre française.
- Adolphe Tardif (1824-1890), archiviste et jurisconsulte.
- Émile Boissel-Dombreval (1864 - Coutainville, 1937), député, président du Conseil général, maire de Coutances de 1904 à 1919.
- Paul Gires (1873-1948), médecin, fondateur de l'École française de stomatologie.
- Étienne Fauvel (1899-1965), né et mort à Coutances, médecin, député.
- Lycette Darsonval (1912-1996), danseuse.
- Jacques Robiolles (1935-), réalisateur, acteur et producteur.
- Yves Sillard (1936-), ingénieur et haut fonctionnaire, il est un spécialiste des ovnis.
- Bertrand-Moulin (1944-2006), artiste peintre.
- Dominique Hervieu (1963-), danseuse et chorégraphe de danse contemporaine.
- Christophe Leroy (30 janvier 1964-), chef cuisinier de la jet-set.
- Fabrice Clément (1966-), président du SM Caen depuis 2019.
- Émeric Dudouit (7 septembre 1991-), footballeur, évoluant au poste de milieu défensif, passé notamment par Châteauroux et Dunkerque.
- Alexandre Henrard (11 juillet 1992-), pentathlète.

#### Décès
- Geoffroy de Montbray (Montbray - 1094), évêque de Coutances, fait construire la cathédrale, puis participe à la conquête de l'Angleterre en 1066.
- Sylvestre de La Cervelle (Saint-Jacques-de-Beuvron - 1386), évêque de Coutances.
- Nicolas de Briroy (Fierville-les-Mines, 1526 - 1620), évêque de Coutances de 1596 à 1620.
- Marie des Vallées (1590-1656), mystique catholique, surnommée « la sainte de Coutances », inspiratrice de saint Jean Eudes.
- Pierre Quantin (1759-1824), général des armées de la République et de l'Empire.
- Jacques-Louis Daniel (Contrières, 1794 - 1862), ordonné prêtre en 1819, évêque de Coutances et Avranches en 1854, et recteur de l'Académie de Caen.
- Émile-Auber Pigeon (1829-1902), ecclésiastique et historien de la Manche.
- Pierre Dudouyt (1851-1936), médecin-chef des hôpitaux de Coutances, médecin-chef du lycée Lebrun, député et sénateur.
- Georges Davy (1883-1976), sociologue. Une place de Coutances porte son nom.
- Guillaume Desgranges (1886-1967), peintre.
- Nicole Vervil (1920-2005), actrice.
- Luc Bihl (1938-1997), avocat et écrivain.

#### Autres
- Gilbert, abbé de Saint-Étienne de Caen de 1079 à 1101, est originaire de Coutances.
- Jean-Baptiste Lebrun de Rochemont (1736-1822), sénateur du Premier Empire et pair de France, a été élève au collège à Coutances.
- Charles-François Lebrun (1739-1824), duc de Plaisance, frère du précédent, troisième consul et prince-architrésorier du Premier Empire, a été élève au collège à Coutances. Sa statue se trouve non loin de la cathédrale à Coutances et un lycée de la ville porte son nom.
- Guillaume Louis Darthenay (1750-1834), sénateur du Premier Empire et pair de France, élève au collège à Coutances.
- Charles Sébline (1846-1917), préfet, sénateur, ancien élève du lycée Lebrun.
- Remy de Gourmont (1858-1915), écrivain, fut élève au lycée de Coutances de 1868 à 1876.
- Fernand Fleuret (1883-1945), poète, fut élève au lycée de Coutances.
- Régis Messac (1893-1945), écrivain, résistant, enseigna au lycée de Coutances ; il disparut en déportation (« Nacht und Nebel »). Une rue de Coutances porte son nom.
- Raymond Brulé (1897-1945), résistant coutançais, mort en déportation ; sa femme Hélène Delavenay (1902-1999) a dirigé l'école normale d’institutrices.
- André Lerond (1930-2018), footballeur international, a commencé sa carrière à Coutances.
- Fabrice Adde (1979-), acteur, ancien élève du lycée Lebrun.
- Guillaume Ruel (1997-), athlète d'ultrafond, a grandi à Coutances.

#### Influence littéraire

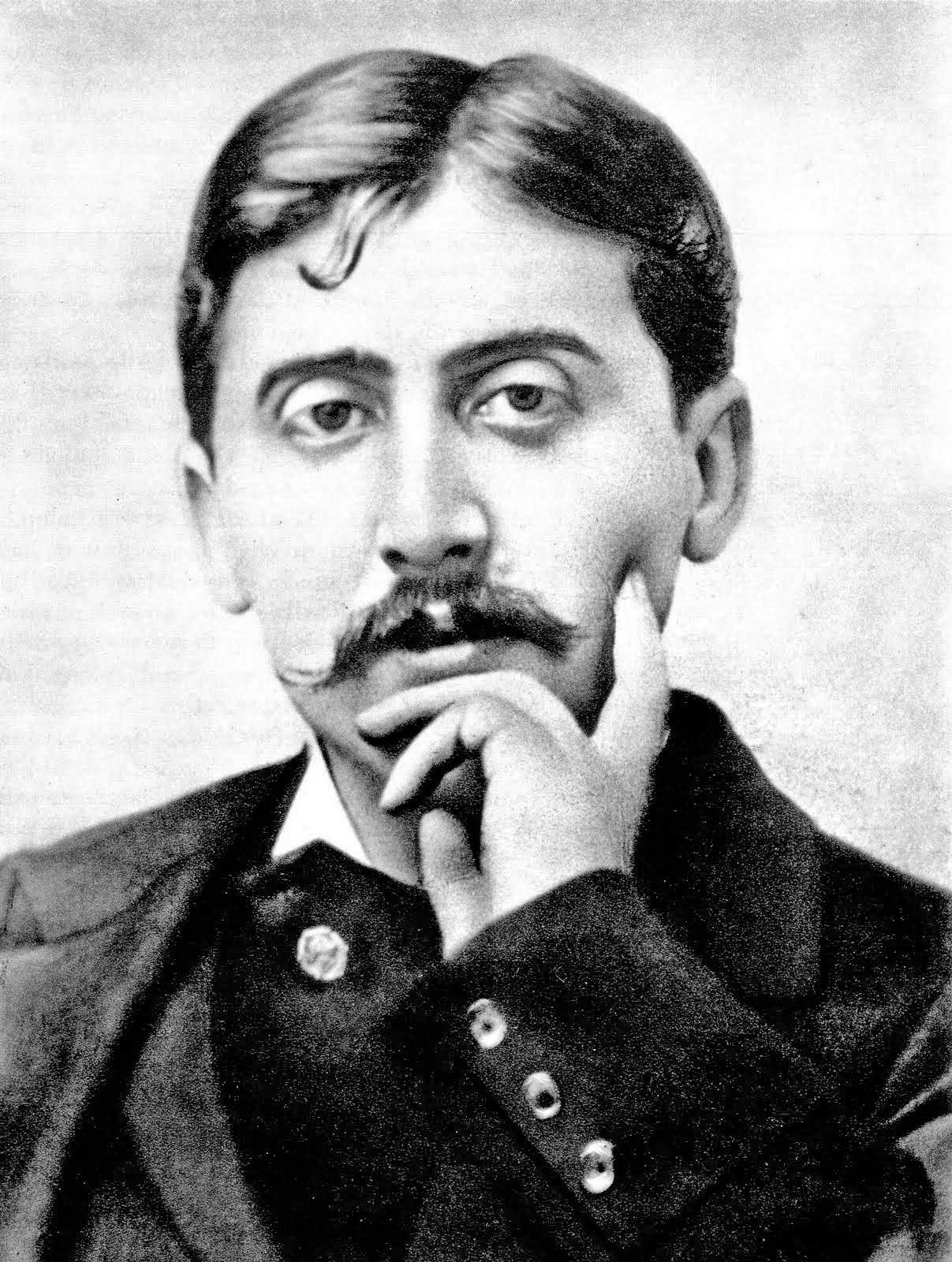
Marcel Proust.

Au moins cinq auteurs influents de la littérature française font allusion à Coutances dans leur œuvre, ou y sont liés par leurs origines :
- Victor Hugo (1802-1885) qui, dans son recueil posthume Toute la Lyre (1888)[89], décrit avec extase une journée d'été à Coutances[90] ;
- Marcel Proust (1871-1922) qui, dans la dernière partie de son roman Du côté de chez Swann (1913)[91], évoque Coutances comme l'une des destinations rêvées de son enfance. Il s'en fait parallèlement une représentation idéalisée qu'il attribue aux syllabes composant le nom de la ville et qu'il décrit longuement, sans manquer de faire allusion à la cathédrale[92] ;
- Louis-Ferdinand Céline (1894-1961) qui, dans son roman Voyage au bout de la nuit (1932)[93], évoque brièvement une « tante de Coutances » (Hortense) qui serait lointainement liée à Bardamu. Une nouvelle courte référence apparaît plus tard dans le pamphlet antisémite Les Beaux Draps (1941)[94], alors que Céline évoque avec virulence l'occupation allemande et ses répercussions sur la population française. L'auteur s'est de fait fortement intéressé à son ascendance manchoise, ce dont il fait part un jour à son amie Simone Saintu ; '' Figurez-vous que le jour où comme Tircis je songerai à la retraite, je filerai précisément en Normandie. Il y a aux environs de Coutances un vieux château de famille. En effet, au XVIIe siècle, une branche Destouches s'était fixée à Lentillières, sur la paroisse de Saint-Aubin-du-Perron… mais les Destouches (ou Des Touches) avaient déserté le lieu en 1775 pour s'installer aux environs de Dinan… Ce château abritera vraisemblablement mes pénates… tout me fait croire qu'on ne s'y embêtera pas… ''[95] ;
- Marcel Pagnol (1895-1974) qui, narrant l'histoire de sa famille dans le roman La Gloire de mon père (1957)[96], s'attarde notamment sur la vie de son grand-père maternel Auguste Lansot (1839-1877) dont il situe la naissance à Coutances. Cette affirmation est cependant erronée, Pagnol confondant le lieu de naissance de son grand-père (né en réalité à Lorient) avec celui de son arrière-grand-père Pierre-Aimable Lansot (1808-1870)[97] ;
- Michel Houellebecq (1956-) qui témoigne de la surprise que lui inspira une visite au centre E-Leclerc de Coutances et qu'il relate dans son roman Sérotonine (2019)[98] comme étant la première de la sorte dans sa vie[99].
- Comme Marcel Pagnol, l'écrivain Pierre Drieu la Rochelle (1893-1945) a des origines à Coutances : son grand-père paternel, pharmacien, y tenait un commerce rue Geoffroy de Montbray. Son père, Emmanuel Drieu la Rochelle y est né en juin 1863, avant de partir vivre en région parisienne.

### Héraldique
| Armes de Coutances | D'azur à trois colonnes d'argent rangées en fasce, au chef de gueules chargé d'un léopard d'or armé et lampassé d'azur. Le léopard d'or sur champ de gueules rappelle les armes de la Normandie. Les colonnes représentent la constance. Elles n'ont rien à voir avec l'aqueduc (XIIIe siècle) qui avait seize arches. Le blason de Coutances est attesté dès le XVIe siècle. |